# THE IDOLM@STER의 등장인물 목록

## 765(남코) 프로덕션 소속 아이돌
아이돌의 이름은 게임 내에서의 본명이며, 데뷔 시에 플레이어가 별도 유닛명을 결정해 활동에 관해서는 예명을 사용하게 되지만, 레슨이나 커뮤니케이션 시 등 멤버와의 회화에서는 계속 본명으로 부르게 된다. 연령과 성격은 특별 오디션 '가희낙원'의 참가 조건과 관계 있다. 또 이미지색도 설정되어 있어 게임 중에서는 각 캐릭터의 사복이나 트레이닝 웨어, Xbox 360판에서는 일부의 EXTEND 의상에도 반영되는 것 외에 오디션 참가자 목록의 실루엣 배경색으로도 사용된다. 아케이드판에 한해, 센터 모니터에서의 랭킹 표시에도 적용된다. 각 캐릭터의 사복은 아케이드판에서부터 존재하는 것('SP'이외에서의 사복)과 'SP'에서 신 등장한 것이 존재한다.'SP'에서는 게임을 1회 클리어하면 나타나는 설정 항목에서 이전 사복을 선택할 수 있다. 또 'L4U!'에서는 신 사복이 EXTEND 의상'넥서스 캐주얼'로서 배포된다. '2'에서는 1살씩 더 오르며 'SP'에서 추가된 가나하 히비키와 시죠 타카네의 2명을 제외하고 사복이 바뀌어 동복이 새롭게 등장한다. 또한 일부 캐릭터의 신장과 체중, 스리 사이즈도 변경되었다.

### 765 아이돌 기본 데이터 목록
- 876 아이돌 목록 / Jupiter 목록

|  |

|  |

|  |

|  |

|  |

|  |

|  |

|  |

|  |

|  |

|  |

|  |

|  |

### 아마미 하루카 (天海 春香)
성우: 나카무라 에리코
시리즈에서 메인 히로인 입장이 자주 되는 소녀.'THE IDOLM@STER BEST ALBUM ~MASTER OF MASTER~ Disk2'에서도 '(자신이) 메인 히로인인데!'라고 발언한다. 어릴 적부터 노래를 부르는 것과 과자 만들기를 매우 좋아한다. 항상 적극적이고 솔직해서 상냥한 성격이지만, 감정이 고조되면 손댈 수 없게 되는 것 같다. 조금 천연으로 덜렁이(도짓코)인 면이 있어서 땅에 아무것도 없는 곳에서도 잘 넘어진다. 친가에서 첫 전철로 2시간 걸려 통근한다. 친가에는 조모가 있는 것 같다.
아미·마미가 부르는 애칭은 '하루룽'. 야요이나 아이에게는 '하루카 씨'라고 불리며 존경받고 있다.
매력 포인트는 머리카락에 묶은 2개의 리본. 정해진 말버릇은 없지만, 게임중에서 나오는 대사 '프로듀서, 000이에요, 000!'는 THE IDOLM@STER 관련의 타 장르나 스테이지 이벤트에서 자주 사용되고, 더욱이 타이틀을 대표하는 것이 되고 있다.
기본 능력치는 평균적이지만 댄스가 약간 낮다. 운동은 좋아하지만 자신있지 않다고 말하고 있지만, 개헤엄으로 프로듀서의 크롤을 이기는 장면도 있다.
다른 아이돌에 대해서 기본적으로 경칭 없이 부르지만, 연상에게는 '씨'를 붙이며 치하야·히비키·876 프로의 멤버에게는 '짱'을 붙여 부르고 있다.'DS'에서는 아이를 876 프로에 소개하거나 오디션에서 아이를 지도하거나 한다.
컬러 일러스트에서는 일관해서 녹색의 눈동자를 하고 있지만, 아케이드판의 게임에서만 갈색의 눈동자가 되어 있다(Xbox 360판 이후는 게임 내도 녹색). 또한 초기의 미디어 믹스에서도 갈색의 눈동자를 하고 있는 작품이 있다. 만화 '아이돌 마스터'가 해당되며, 단행본의 문의 표면에 그린 그림은 눈동자가 갈색이 되어 있다.
다른 아이돌에도 말할 수 있는 것이지만, 아케이드판만 눈동자 색이 다른 것은, 본래는 아케이드판의 눈동자 색이 결정원고였지만 선전용의 컬러 일러스트를 쿠보오카 토시유키가 그릴 무렵에 건네받은 자료가 남코 측의 실수로 낡은 것이었기 때문이다. MASTER PIECE나 드라마 CD Scene 시리즈의 자켓 일러스트도 낡은 칼라 일러스트에 기초한 눈동자 색으로 그려졌기 때문에, Xbox360판 이후는 게임도 포함한 모든 매체에서 눈동자의 색을 이것에 맞추게 되었다.
'2'에서 과자 만들기는 자신있지만 보통 요리는 어머니가 함께 하지 않으면 잘 되지 않는다고 말한다. 하지만 텔레비전 애니메이션판 제 4화에서는 요리프로에서 누구의 보조도 없는 상황에서 쉽게 요리를 소화하며, 치하야가 조미료를 잘못 넣었지만 재치있게 수습하는 장면이 있다. 텔레비전 애니메이션판에서는 치하야와 관련되는 묘사가 많아, 치하야가 행동을 하도록 도움을 주는 경우가 많다. 특히 치하야가 쇼크로 노래할 수 없게 되었을 때에도 헌신적으로 찾아와 다시 노래할 수 있게 하였다. 자신있는 과자 만들기도 자신의 덜렁이 성격 때문에 실패할 때가 가끔 있는 듯하여, 'MASTER ARTIST 01'에서는 하루카가 실수할 것을 대비해 완성된 것까지 준비를 한 야요이에게 화내는 장면도 있다.
텔레비전 애니메이션판에서는 도카이도 선으로 통근하는 모습이 그려진다. 성격적으로는 역경 중에도 결코 포기하지 않고 동료를 염려하며 격려하는 등 매우 적극적인(요시자와 기자는 '좋은 의미로 낙천적'이라고 평가한) 인물로서 그려진다.
'신데렐라 걸즈'에서는 초대 캠페인이나 컴프가차의 특전으로서 등장하며 가차로 입수할 수 없다. 얻을 수 있는 캠페인이나 이벤트가 이미 종료되었기 때문에 입수하기 어렵게 되었다.

### 키사라기 치하야 (如月 千早)
성우: 이마이 아사미
푸른 기운이 감도는 긴 흑발과 가녀린 몸이 특징적인 소녀. 매우 고지식한 성격으로 무슨 일이든 엄격하다. '가희'라고 칭해질 만큼 발군의 가창력을 가지며 자신도 노래를 사랑하고 있지만, '노래 이외에 잃어도 곤란한 것은 없다'라고 할 만큼 노래만을 고집한다. 장래 가수(보컬리스트)로서 살고 싶다고 바라고 있으며, 아이돌 활동은 그 준비를 위한 임시 직업 정도 밖에 생각하지 않았다. 그러므로 초반에는 그라비아 촬영 등 노래에 관계가 없는 일을 경시한다. 'DS'에서는 초일류 아이돌로서 일본 외에서 활동하고 있다. 성격은 많이 연화한 것 같고, 초유명 가요 프로그램 '올드·휘슬'에서는 '프로그램 사상최초의 아이돌'로서 출연한다. 타케다에게는 몇 번이나 작곡 의뢰를 하지만 거절당한다. 또한 자신의 흥미가 없는 것에 대해 지극히 냉담하게 보여지는 묘사가 있다.
원래는 명랑하고 상냥한 성격이었지만, 남동생을 교통사고로 잃은 뒤 가족 관계가 악화되어 현재의 부정적인 성격이 형성되었다. 그 성격 때문에 타인에 대해서 너그럽지 않은 태도를 취하는 일이 있어 친구도 별로 많지는 않다. 특히 학교에서 소속해 있는 합창부에서는 노래에 대한 인식의 차이로 다른 부원과 대립하고, 그 후 동아리 활동에는 실질적으로 참가하고 있지 않다. 그러나 프로듀서나 다른 아이돌과의 교류를 통해서 점차 원래의 성격을 되찾아 간다. 의외로 잘 웃는 성격으로, 수준 낮은 말장난에 배꼽이 빠지게 웃기 시작할 때가 있다.
다른 아이돌에 대해서는 기본적으로 경칭 없이 부르지만, 유키호·야요이·이오리·히비키·타카네·876 멤버에게는 성씨에, 아즈사에게는 이름에 각각 '씨'를 붙여 부른다. 'MASTER LIVE 02' 토크 파트에서는 모놀로그에서 유키호를 경칭 없이 부르며 마코토와 함께 경칭 생략으로 일갈했다. 소설판에서는 이런 이유에 대해, 리츠코에 대해서는 치하야가 리츠코와 허물 없을 수 있도록 리츠코가 제안해서, 유키호에 대해서는 상급생에 해당하기 때문이라고 묘사된다.
기본 능력치는 보컬 특화형이지만 다른 두 개도 고수준으로 종합적으로도 능력치는 최고 수준인 반면, 텐션 관리는 매우 어렵다.
2002년의 어뮤즈먼트 머신 쇼에 참고 출전되었을 때, 팝 등에 이름이 리츠코와 뒤바뀌어 있었으나, 이것은 반다이 남코 게임스 이시하라 아키히로에 의하면 단순 실수였다고 한다.
'2'에서는 특히 변화는 볼 수 없지만, 머리 모양이 약간 둥글어진 인상이고 머리카락이 허리까지 내려온다. 또한 남동생의 죽음으로 인해 정신적 쇼크로 소리가 나오기 어려워져 목에 부담이 가는 방법으로 무리해서 노래한다는 설정이 추가되었다. 리츠코는 치하야의 가창력이 너무 높아 자신은 감당할 수 없어서 치하야를 류구코마치에 넣는 것을 보류한다.
'신데렐라 걸즈'에서는 초기 타입에 '쿨'을 선택하면 최초의 캐릭터로서 등장하여, 플레이어가 손에 넣는 최초의 카드가 된다. 그 때문에 능력은 본편과는 다르게 약간 낮은 설정이다. 다른 타입에서도 운에 따라 등장해 플레이어가 사용할 수 있다.
텔레비전 애니메이션판에서는 하루카와 관련되는 일이 많고 요리가 서투르다는 설정이 있다. 또한 부모님은 수개월 전에 이혼해 자신은 맨션의 방에서 독신 생활을 하고 있다. 게임과 같이 초반은 언동이 어둡고 노래를 고집하고 있었지만, 중반 이후에는 사무소의 멤버나 프로듀서와의 교류를 통해서 서서히 밝은 성격을 되찾고 다양한 일을 받아들이며 코믹한 일면도 보이게 된다. 16화 이후 사망한 남동생과 관련된 에피소드가 극중에 드문드문 나오다가, 시부사와 기자에 의해서 자신과 사망한 남동생에 관한 기사가 잡지에 게재된 쇼크로 노래가 나오지 않게 된다. 아이돌 활동을 쉬고 자택에 틀어박혀 버리지만, 치하야의 어머니가 하루카에게 맡긴 남동생의 스케치북이나, 765 프로의 아이돌 전원이 작사한 신곡 '약속', 그리고 하루카의 편지에 격려받아 다시 사람들 앞에 나오기로 결심한다. 정례 라이브에서 노래하려고 하나 관객 앞에서 소리가 나지 않았지만, 동료들이 지지하듯이 함께 노래해 준 것으로 다시 목소리를 되찾는다. 지금까지 노래하는 치하야는 웃는 얼굴을 보이지 않았지만, 노래할 때도 웃는 얼굴을 보이게 되었다.
사복은 기본적으로 긴 바지이지만 'LIVE FOR YOU! 특전 애니메이션'에서는 드물게 스커트 복장을 볼 수 있다.

### 하기와라 유키호 (萩原 雪歩)
성우: 하세 유리나(AC - DS)→아사쿠라 아즈미(2)
보브 컷의 얌전한 소녀. 겁쟁이이고 비관적인 성격을 바꾸기 위해서 큰 결심을 하고 톱 아이돌을 목표로 한다. 그런데 곧 마음이 약해지거나 울어 버리거나 때로는 깊은 생각에 빠진 나머지 별난 행동을 해 버린다. 특히 격렬하게 침체하면 지면에 구멍을 파고 들어가고 싶어하는 버릇이 있으며, 자작의 구멍 파기 테마송도 가지고 있는 것 같다.
가정은 그 나름대로 유복하면서도 매우 엄격한 것 같아서, 부친은 유키호의 TV출연을 보고 불같이 격노해 765 프로에 항의하려 할 정도이다. 'SP'에서는 유키호가 부친의 이름을 말한 것만으로 악덕 기자가 도망가는 묘사가 있다. 성우 교대 후의 모바일 착신 보이스로서 배포되는 것 중에 유키호가 '하기와라조사가'를 노래하는 것이 있는데, 그 가사는 건설업을 상기시키는 내용이다. 차를 좋아하는데 특히 녹차를 아주 좋아하고 음식은 불고기를 좋아한다. 싫어하는 것은 남성과 개로, 남성과는 가까이에서 회화를 하지 못하고, 개에 관해서는 치와와 같은 소형 개조차 가는 길에 있으면 무서워서 앞으로 지나갈 수 없을 정도이다. 그 밖에도 새우의 수염에 약한 것 같지만, 뱀에 대해서는 전혀 동요하지 않는다. 또한 코미디는 싫어하지 않는 것 같아서 계략에 넘어가기도 한다.
게임 내에서는 약간 비주얼 특출 경향이 있지만 기본 능력치가 전반적으로 낮은데다가 텐션이 떨어지기 쉽다. 초반부터 중반에 고전하기 쉬운 만성형. 'First Stage'와 'Kosmos, Cosmos'라는, 테크노팝 계의 곡을 가지고 있다.
아미·마미가 부르는 애칭은 '유키뿅'. 성씨를 '荻原(오기와라, 오기하라)'로 오기·오독되는 경우가 많다. PSP판의 스토리 모드에서는 ' 이제 전 오기와라라도 좋아요~'라고 침울해하는 에피소드도 실제로 포함되어 있다. 개발 초기의 이름은 '메구미(恵)'였다.
연상의 아즈사·리츠코·코토리에게는 '씨'를 붙이지만, 연하의 료에게도 '씨'를 붙인다. 다른 아이돌에 대해서는 '짱'을 붙여 부르고 있다.
'2'에서는 하세가 그만 두어, 대역을 찾을 수 없으면 등장이 없는 것도 생각되고 있었지만, 후보자의 한 명인 아사쿠라가 연기하는 유키호가 이시하라 디렉터로부터 '위화감이 없다'라고 높게 평가되었기 때문에 무사히 등장하게 되었다. 인물 설정에서는 치하야 같이 특별한 변화는 볼 수 없지만 머리카락이 약간 자란 인상을 받는다.
'신데렐라 걸즈'에서는 초기 타입으로 '패션'을 선택하면 최초로 입수하는 카드로 등장해 플레이어가 사용할 수 있다. 다른 타입에서도 운에 따라 입수할 수 있다.
'아이돌 마스터 플라티나 앨범'에서는 눈동자 색이 초록색인 일러스트가 있다. 또한 아케이드판의 음성 블로그에서는 '태어난 곳도 자란 곳도 도쿄도 아다치구'라고 말한다.
텔레비전 애니메이션판에서는 게임보다 개와 남성을 싫어하는 점이 강조되었지만, 마찬가지로 개에 약한 프로듀서의 분투에 의해 다소 극복된다. 성격이 마음이 약한 것은 변함 없지만, 765 프로 1st 라이브 성공 후에는 무대에도 출연하는 등 새로운 것에 도전하고 있는 모습이다. 또한 흥분하면 폭주해 버리는 묘사도 있다.

### 타카츠키 야요이 (高槻 やよい)
성우: 니고 마야코
명랑쾌활하고 가족을 생각하는 기특한 소녀. 사무소 내에서는 자주 스스로 청소나 쓰레기 버리기를 한다. 부친의 일이 안정되지 않은데다 총원 7명인 대가족이라서, 급식비를 내기 어려울 정도로 생활에 여유가 없다. 아이돌 활동도 조금이라도 생계에 보탬이 되기 위해 시작했다. 그 결과인지 'DS'에서는 생활 환경이 좋아진 묘사가 있다.
5남매의 장녀로 여동생이 1명, 남동생이 3명 있다. 'SP'의 해설서에 적힌 야요이 본인의 코멘트 순서에 따르면, 카스미(차녀), 초스케(장남), 코타로(차남), 코지(삼남)라는 이름이다. 가정 안에서는 많은 가사를 해내고 있으며 동생 돌보기도 매우 능숙한 한편, 어릴 적부터 장녀로서 의지받는 때가 많았기 때문인지, '응석부릴 수 있는 사람'에 대해서 강한 동경이 있어, '자신도 오빠 같은 사람을 갖고 싶다'라고 생각한다.
머리 모양은 트윈 테일. 사복은 스웨터로, 대단히 오랫동안 입은 것인지 목덜미 부분 등이 꽤 너덜너덜해져 있다. '2'에서는 후드티를 입는다. 손을 마주치는 하이 터치나 인사 시에 양손을 위로 들었다가 고개를 숙이는 행동, '웃우-'라는 말버릇이 특징적. 또 어려운 한자나 영어에 약해서 읽을 수 없거나 잘못 읽는다. 평상시 가지고 다니는 개구리 핸드백은 자신의 생일에 하루카에게서 선물로 받은 것으로 이름은 베로초로라고 한다.
'1st Vision'에서는 유일하게 자신의 휴대 전화를 가지고 있지 않은 캐릭터로서 설정되어 있고 그 때문에 '메일☆플리즈'의 실수 메일과 은퇴 후의 메일은 일절 오지 않는다. Xbox 360판에서는 휴대폰을 사무소에 반환한 다음에 사장으로부터의 메일 안에 그녀의 메시지가 쓰여 있다. 프로듀스 중에는 사무소로부터 휴대 전화가 대여되므로, 그 동안은 메일이 제대로 온다. 'DS'에서는 자신의 휴대 전화를 가진 것으로 묘사되지만, '2'에서는 변함없이 자신의 휴대 전화를 가지지 않은 채이다.
기본 능력치는 약간 낮은 밸런스형으로 감퇴가 느린 만성형. 반면, 텐션 관리는 매우 용이하다.
기본적으로 어떤 노래라도 활기차게 노래하기 때문에, 원래 비장한 노래인 '푸른 새'도 야요이가 노래하면 밝은 분위기로 바뀌며, 성우인 니고의 혀 짧은 연기도 캐릭터의 형성에 한 몫을 했다. 중증의 고소공포증으로, 'LIVE FOR YOU!'의 아이드라나, 휴대 전화 게임 '해프닝 로케', 텔레비전 애니메이션판 제6화 등에서 그 모습을 보인다.
아미·마미가 부르는 애칭은 '야요잇치'.
야요이를 연기하는 니고는, '본래는 더 진지하고 착실한 아이일 텐데, 점점 순진한 바보 캐릭터로 변질됐다'라고 지적하며 '앞으로는 더 착실한 모습도 보여지면 좋겠다'라고 말했다.
덧붙여서 하루카와 같이, 아케이드판과 Xbox 360판 이후에서는 눈동자의 색이 차이가 난다(아케이드판은 적갈색, Xbox 360판 이후는 약간 어두운 청록색).
다른 아이돌에 대해서 이오리, 아이에게는 '짱'을 붙이며 아미 마미에게는 경칭 없이, 그 이외에게는 '씨'를 붙여 부르고 있다. 또한 연상이지만 후배니까 상관없다고 하는 이유로 료에게는 '짱'을 붙여 부르고 있다.
'2'에서는 드라마 CD나 아이드라의 '이오리와 사이가 좋다'라는 설정이 게임 본편에서도 그려져 있다. 코우조(4남)가 새롭게 가족에 참가해(한자 표기는 텔레비전 애니메이션판 제 7화의 자막에 의한다) 6 형제, 총원 8명의 대가족을 지탱한다. '신데렐라 걸즈'에서는 초기의 타입이 '큐트'일 때 최초의 아이돌로서 등장하며, 다른 타입의 경우에서도 운에 따라 플레이어가 사용할 수 있다.
텔레비전 애니메이션판에서는 자택에서의 검소한 식생활이 나타나 매주 목요일은 '숙주나물 축제'라는, 숙주나물만을 반찬으로 하는 식사를 하고, 매월 셋째 수요일은 초밥의 날로 정하여 성게 대신 푸딩에 간장을 뿌려 먹는다고 한다. 또한 765 프로 1st 라이브 성공 후에는 자신의 이름이 붙은 요리프로에 출연하게 된다.

### 아키즈키 리츠코 (秋月 律子)
성우: 와카바야시 나오미
냉정침착하고 두뇌가 명석한 안경소녀. 원래는 사무원으로서 일하고 있었지만, 일손부족으로 아이돌 후보생이 되었다. 데뷔 후에도 아이돌과 병행해 사무 일을 계속하고 있다. 미디어 믹스 작품에서는 프로듀서로서 행동하는 장면도 있다.
성격은 기승스러우며 확실하게 말을 한다. 근성론이나 정신론을 싫어하고 이론이나 이치를 우선하여 합리성을 존중한다. 여러 가지 일에 대한 분석도 뛰어나 자신조차 냉정하고 객관적으로 분석할 수 있는 한편, 예상 외의 사태가 일어나면 아무것도 대처할 수 없는 점도 있다. 또한 자신의 기분을 솔직하게 표현하는 것은 서투르고 도발에 약한 결점도 있다.
스스로의 팬층을 '특수하고 매니악'이라고 분석한다. PC에 정통해 툴을 직접 만들 수 있다. 기계에도 자신있고 '도청기와 발신기 세트' 같은 물건까지 만들어 낼 정도. 로맨스 소설을 즐겨 읽는 일면도 있다.
안경 이외에 둘로 땋아 늘인 머리카락이 특징. 노골적인 성적 매력을 싫어하기 때문에 자기 평가는 높지 않지만, 'SP'까지의 765 프로에서는 아즈사 다음으로 큰 가슴을 가져 스타일은 좋은 편에 속한다. 그런 외관에 반해 의외로 대식가이다. 게임 중에도 항상 안경을 끼고 있고 머리를 풀지 않는다. 'L4U!'에서는 '큥큥안경'을 이마에 얻는 형태가 된다. 머리를 푸는 것은 '굿 sleeve 파자마'를 사용하고 있을 때만으로, 이 때는 머리카락이 웨이브 상태가 된다.
아미·마미가 부르는 애칭은 '릿짱'. 876 프로덕션 소속의 아키즈키 료와 사촌 사이로, '리츠코 누나'라고 불린다. 료가 어렸을 적에 멋내기 연구라고 하면서 료에게 다양한 옷을 입혔던 것 같다.
2009년 5월의 라이브에서 일본의 편의점 체인 로손으로부터 배포된 광고로 '로손 명예 점장'으로 지정되고 이후에도 로손 오리지널의 리츠코 수신 보이스가 한정 배포되는 등 타이업 캐릭터가 되었다. 'DS' 초회한정 특전의 잡지 'ViDaVo!'에 기재된 료와의 대담 기사에서도, 로손의 이름은 나오지 않지만 리츠코가 편의점의 명예 점장이 되었다는 것이 료에 의해 전해진다.
다른 아이돌에 대해서 기본적으로 경칭 없이 부르지만, 연상의 아즈사와 코토리에게는 '씨'를 붙여 부른다. 소설판에서는, '자신과 허물 없이 지내면 좋겠다'라는 이유로 치하야에게 경칭 없이 부르도록 직접 말했다. '2'에서는 프로듀서는 리츠코보다 후배에 해당되지만 리츠코는 경어를 사용하고 텔레비전 애니메이션판에서도 마찬가지다. 상하 관계에는 약간 어려운 것 같고, 자신에게 경칭을 안 붙이는 이오리나 미키에게 자주 주의를 준다.
전제의 실수로 인해 기획 초기에는 치하야와 이름이 뒤바뀌어 있었다.
기본 능력치는 보컬에서는 치하야에 한 단계 뒤처지지만 댄스는 그녀보다 위이다. 비주얼은 아케이드판에서는 치하야를 웃돌고 있지만, Xbox 360판에서는 치하야보다 아래로 변경되었다.
만화 '아이돌 마스터 브레이크'에서는 추가 멤버로서 늦게 등장한다.
'2'에서는 프로듀서로 전신해, 이오리, 아미, 아즈사의 트리오 유닛 '류구코마치(竜宮小町)'의 프로듀스를 담당한다. 그 때문에 아이돌로서의 프로듀스는 할 수 없지만, 조건을 만족시키면 게스트 출연 등에서 스테이지에 세울 수 있다. 외관은 머리 모양이 땋아 늘인 머리에서 업 스타일로 바뀌고 평상복도 수트로 바뀌었다. 머리 모양이 변경된 다른 아이돌과 다르게 리츠코만 특정 의상으로 전작의 머리 모양도 볼 수 있다. '모바일'판 게임에서는 소속 아이돌 취급(그래픽은 '2'본편과 같은 수트. 다만, 프로필에 기재된 일러스트는 다른 캐릭터와 같은 의상)으로, 플레이어 캐릭터로서 선택하는 것이 가능. 또한 PS3판에 추가된 '엑스트라 에피소드 모드'에서는 리츠코의 의뢰로 프로듀서의 지도를 신청하기 때문에, 리츠코를(이 모드 한정으로) 플레이어 캐릭터로서 선택할 수 있게 된다. '신데렐라 걸즈'에서도 마찬가지로, 시스템상 운에 좌우되지만 플레이어 캐릭터로서 등장한다. 본인의 코멘트에 의하면 '신데렐라 걸즈'로 리츠코가 아이돌을 하고 있는 이유는 '아이돌의 생태 실태 연구'인 것 같다.
텔레비전 애니메이션판에서는 처음에는 프로듀서와 함께 소속 아이돌 전원을 담당하고 있었지만, 제6화 이후로는 주로 '류구코마치'의 프로듀서로 활동한다. 다만 결성에 해당하는 멤버가 정해진 경위는 게임과 달리, 멤버 전형의 기획 단계부터 리츠코의 손에 의한 것으로 되어있고 그외에 다른 멤버에게도 지원을 계속한다. 또한 보통 자동차의 운전 면허를 취득하고 있다. 아이돌 활동에 대한 미련이 완전히 사라진 것은 아니지만, '아이돌과 겸업하는 어중간한 일은 하지 않는다'라는 결심으로 프로듀서 활동에 전념한다. 그러나 제18화에서 컨디션 불량으로 결석한 아즈사를 대신해 비밀 라이브에 출연, 최종화에서는 그 아즈사의 대신도 아니고 '프로듀서 겸 아이돌'로 소개되어 라이브의 서프라이즈로서 반쯤 본의가 아니지만 765 프로의 아이돌과 함께 스테이지에 섰다. 제1화에 등장한 레슨 중의 모습은 '1st Vision'과 같지만, 제18화에 등장한 과거의 무대 모습에서는 포니테일의 머리 모양을 하고 있었다.

### 미나세 이오리 (水瀬 伊織)
성우: 쿠기미야 리에
앞머리를 뒤로 넘겨 확 드러난 이마와 언제나 안고 있는 토끼 봉제인형이 특징적인 몸집이 작은 소녀. 덧붙여 앞머리를 내린 통칭 '팟층 이오리'는 'SP'의 아이드라로 등장한다. 성장환경이 매우 좋은 아가씨로 견실한 교육을 받고 있다. 해외 여행이 취미며 어학에도 능숙. 부친은 미나세 산업의 사장이며 타카기 사장과도 구면의 사이다. 그 커넥션으로 765 프로에 들어가 후보생으로서 활동한다. 그밖에 모친과 두 명의 오빠가 있으며 맏형은 컨설턴트 회사 사장이고 차형은 미국에 유학 중.
성격은 기본적으로 제멋대로로, 자신의 뜻대로 일이 진행되지 않으면 분노하기 시작하지만 이해관계가 있는 상대에게는 능숙하게 내숭을 떠는 만만치 않은 면도 있다. 한편으로 가족이나 친한 상대에게는 그 성격을 전혀 숨기지 않는다. 프라이드도 높고 매우 기승하여 강인한 태도가 눈에 띄지만, 그 태도는 대체로는 본심과 상반되는 것이고 가족에 대한 동료의식은 강하다. 내면적으로는 자상하고 남을 생각하여 배려 등도 꽤 잘 하는 편이지만, 그것을 겉으로 나타내는 일이 거의 없기 때문에 츤데레라는 평을 듣는다. 'DS'에서는 아이돌 클래식 토너먼트 결승에 여유롭게 진출할 수 있을 실력을 가지며, 에리를 중심으로 일어난 방해 사건을 끝내는 역할을 담당한다. 부정한 잔꾀를 사용하지 않고 자신의 실력으로 승리하는 것에 강한 집념이 있어, 에리를 도왔던 것도 그러한 곧은 성격으로부터 온 것이다. 학교에서는 학생회에 소속해 있어 아이돌·미나세 이오리라고 하는 것보다도 '학생회의 미나세 이오리'라고 하는 인상이 강한 것 같다.
말버릇은 '니히힛'하는 웃음소리. 과즙 100%의 오렌지 주스를 좋아하고, 반대로 탄산 음료나 로스트 비프는 싫어한다. 그녀가 만드는 요리는 외형은 심하지만 몹시 맛있는 것 같다.
봉제인형에게 붙인 이름은 '우사짱'. 이름이 심플한 것은 어렸을 때 지었기 때문이다.
기본 능력치는 약간 비주얼 특화 경향이 있지만 전체적으로는 높은 수준이며 텐션 관리도 비교적 용이하다.
아미·마미가 부르는 애칭은 '이오링'. 미키는 외관을 반영한 '마빡이(데코짱)'라는 애칭으로 부르고 있고 야요이의 남동생들도 이렇게 부르는 것 같지만, 본인은 이 애칭은 인정하지 않는다. 아케이드판에서는 약간 연한 갈색 눈동자를 하고 있지만, Xbox 360판 이후에서는 연한 핑크색 눈동자가 되었다.
다른 아이돌에 대해서는 연상이어도 경칭 없이 부른다. 또 미키를 '그거'라고 부르기도 한다. 리츠코에 대해서도 경칭 생략으로 부르기 때문에 리츠코에게 언제나 설교듣는다.
'2'에서는 카추샤가 바뀌어 머리 모양도 변경되었다. 바로 전력을 갖고 싶은 리츠코와 인기 없는 채 우물쭈물하고 싶지 않은 성급한 이오리의 이해가 일치한 결과, '류구코마치'로서 선발되어 리더가 된다. 그 때문에 프로듀스 불가. 다만, 야요이 루트에서는 다소 스토리에 관련되어 등장한다. '모바일'의 게임에서는 프로듀스 대상으로서 선택할 수 있다. 또한 PS3판의 엑스트라 모드에서도 일시적으로 플레이어 캐릭터로서 선택이 가능하다.
텔레비전 애니메이션판에서는 제5화까지 다른 소속 아이돌들과 같은 입장에 있었지만, 제6화에서는 리츠코를 프로듀서로 한 유닛 '류구코마치'를 결성해 활동을 개시한다. 결성의 경위는 게임과 달리, 리츠코와의 이해의 일치라고 하는 설정은 텔레비전 애니메이션판에는 없다. 또한 가지고 다니고 있는 봉제인형의 이름을 '샤를 드나텔로 18세'라고 소개한다. 야요이와 사이가 좋다는 설정은 그대로로, 류구코마치 결성 후에도 함께 행동하는 때가 많다.

### 미우라 아즈사 (三浦 あずさ)
성우: 타카하시 치아키
소속 아이돌 중에서는 최연장자인 한편 가장 가슴이 큰 발군의 스타일로, 천연이며 차분한 전형적인 치유계 누님. 푸른 기운이 도는 검은 롱 헤어로 머리카락은 치하야와 약간 비슷하다. 붉은 눈동자도 인상적이지만, 'LIVE FOR YOU! 특전 애니메이션'에서는 왜인지 색이 달라 일반적인 색이 되어 있다. 덧붙여 아케이드판에서도 일러스트와 실제의 게임에서 눈동자의 색이 차이가 난다. 이것은 'MASTER BOOK'에 수록된 개발 스태프의 회답에 의하면, 설정상은 아케이드판의 색이 올바르지만 컬러 일러스트를 발주할 때 스태프의 실수로 이전의 자료가 보내져 눈동자의 색이 다르게 되었다는 것. Xbox 360판 이후는 컬러 일러스트에 맞춰졌다. 프로듀서는 그녀에 대해서만 '씨'를 붙여 부르며, 경어로 이야기한다. 극도의 방향치로 단순한 산책이 상식적으로 있을 수 없는 장소로의 소풍이 되어 버리는 일도 자주 있다. 취미에 개와 산책이 있는데 친가에는 '토라땅'이라는 이름의 개가 있다. 점 보기도 좋아하는 것 같아서, 다운로드 컨텐츠 등에서 그 일면을 볼 수 있다.
부모님에게 빨리 결혼하여 안정되도록 재촉받고 자신도 '운명의 사람을 만난다'라는 목적으로, 단기대학 졸업 후에 아이돌 데뷔라는 별난 경력을 가진다. 다만, 아이돌 활동의 부분은 부모가 반대하고 있다. 텔레비전 애니메이션판 제8화에서 결혼 잡지 모델의 일을 했을 때 결혼을 강하게 바라는 취지의 발언을 하였으며, 운명의 사람 관련의 이벤트에서는 상당히 적극적이면서도 연애 자체는 매우 늦된다. 토모미라는 친구가 있는데 서로 먼저 결혼하지 않겠다는 약속을 했지만 결국 추월당해 버린다. 'DS'에서는 아이돌 랭크가 B이며 사쿠라이 유메코로부터 '언니'로서 존경받고 있다.
다른 아이돌에 대해서 기본적으로 '짱'을 붙이지만 리츠코와 코토리에게는 '씨'를 붙여 부르고 있다.
기본 능력치는 댄스가 낮고 비주얼이 약간 높다. 온후한 성격 때문인지 텐션 변동이 상하폭 모두 작다. 다만, 성희롱 시의 감쇠는 꽤 크다.
'아이돌 마스터 브레이크'에서는 추가 멤버로서 늦게 등장한다.
'2'에서는 자기희생의 정신으로 '류구코마치'의 멤버에 참가한다. 프로듀스 불가이며 길었던 머리카락을 잘라 쇼트 컷이 되었다.'모바일'의 게임에서는 류구코마치의 설정이 없기 때문에 플레이어 캐릭터로서 선택할 수 있다. 또한 PS3판의 엑스트라 모드에서도 일시적으로 플레이어 캐릭터로서 선택이 가능하다.
텔레비전 애니메이션판에서는, 제5화까지는 다른 아이돌들과 같은 입장에 있고 머리카락도 'DS'까지와 같은 롱헤어였지만, 제6화 이후에는 '류구코마치'의 결성을 기회로 머리카락을 자르고 그 이유도 게임과 달리 '머리카락을 자르는 것이 젊게 보이기 때문'이라고 한다. 극중에서는 큰 가슴을 강조하는 묘사를 많이 볼 수 있다. 제5화에서 술을 마시면 수다스러워지고 잘 웃는 등 평소와는 다른 일면을 볼 수 있고, 최종화의 엔딩에서도 취한 기세로 아미와 마미를 각각 양쪽 팔로 안고 있는 컷이 있다.

### 후타미 아미·마미 (双海 亜美・真美)
성우: 시모다 아사미(아미·마미 공통)
소속 아이돌 중에서 최연소인 쌍둥이 소녀. '1st Vision', 'DS'에서는 쌍둥이인 것을 이용해 아미와 마미가 때때로 바뀌어, '후타미 아미'로서 활동하며 그것을 알고 있는 것은 765 프로덕션의 관계자뿐이다. 그 때문에 게임 중에도 쌍둥이를 합해 한 캐릭터로 다루어진다. 초기 능력치는 댄스가 약간 높기는 하지만 전체적으로는 최약 클래스다. 그러나 텐션 관리는 용이.
부친은 의사로, 모친과 친해진 계기도 의사와 환자 관계였다. 프로듀서를 '오빠'라고 부른다. 또한 사무소 멤버의 대부분을 애칭으로 부르고 있지만 치하야·아즈사에게는 이름의 뒤에 '언니'라고 붙여 부른다. 말버릇은 웃음 소리인 '응흥흥~'.
'2'에서는 각각 자신의 이름으로 활동하며 다른 캐릭터로서 다루어진다. 그 때문에 아미와 마미를 같은 스테이지에 세울 수 있게 되었다. 전작에 비해 신장이 크게 성장했지만 이에 관해 개발자는 인터뷰에서 '성장기니까'라고 말했다.
아케이드판에서는 아미가 언니고 마미가 여동생, Xbox 360판에서는 마미가 언니고 아미가 여동생이라고 설정되어 있다. '2'에서는 마미가 언니로 여겨지고 텔레비전 애니메이션판에서도 마찬가지다. '캬라☆멜 페브리'에서는 '마미는 언니에 해당된다' '여동생에 비해 책임감이 강하다' '(아미는) 마미에 비해 보다 자유로운 성격'이라고 기재되어 있다.
텔레비전 애니메이션판에서는, 캐릭터 디자인은 '2'를 답습하지만 성격은 '1st Vision'나 'DS'에 가깝다.

#### 후타미 아미 (双海 亜美)
마미와 함께 짓궂은 장난을 좋아하지만 악의는 없고 천진난만하다. 아미는 주로 난색계의 옷을 입고, 앞에서 봤을 때 머리카락을 왼쪽으로 묶고 있다. 이외로는 분별하는 것이 매우 어렵기 때문에, 머리 모양을 바꾸면 친한 사람이라도 모르게 된다. 그녀가 노래하는 '에이전트 밤을 가다'의 가사 중 '溶かしつくして 도카시쓰쿠시테[*]→녹여줘'가 게임 내에서 '토카치츠쿠치테'로 들려 팬들 사이에서 매우 큰 이슈가 되었다.
'아이돌 마스터 브레이크'에서는 마미와 함께 추가 멤버로서 늦게 등장. 쌍둥이 교대로 예능 활동을 실시하는 원작의 설정을 무시하고 자매 동시에 정식 무대에 등장하는 설정이 되었다. 또한 이 작품에서는 쌍둥이 둘 다 히비키를 '히비키 씨'라고 부른다.
'2'에서는 '류구코마치'의 멤버로서 등장해, 프로듀스 불가가 된다. 류구코마치에 들어온 이유는 '재미있을 것 같아서'. 사복의 배색이 '무인 ~ L4U!', 'SP', 'DS'에서의 마미와 맞바뀌어, 사복이 한색계로 변경되었다. 머리 모양은 '1st Vision', 'DS'와 거의 변함없다. PS3판의 엑스트라 모드에서는 일시적으로 플레이어 캐릭터로서 선택이 가능하게 된다. 또한 '아이돌 마스터 모바일'의 지역 게임에서는 플레이어 캐릭터로서 선택 가능.
텔레비전 애니메이션판에서는 처음에는 다른 아이돌들과 같은 입장에 있으며 쌍둥이인 마미와 함께 있을 때가 많았다. 제6화에서 '류구코마치'의 멤버로 선택되고 나서는 마미와 별도 행동을 하는 경우가 늘어났지만 여전히 쌍둥이로의 활동은 많다.

#### 후타미 마미 (双海 真美)
기본적인 프로필은 아미와 거의 같지만 아미와는 대조적으로 주로 한색계의 옷을 입고, 앞에서 봤을 때 머리카락을 오른쪽으로 묶고 있다. 또 아미와 비교해서 조금 참을성이 많고, 목소리가 약간 낮은 등의 차이가 있다. 당초 디렉터로부터 '아미와 마미의 소리는 바꾸지 않고 같은 소리로 해 주세요'라는 지시가 있었지만, 팬으로부터 '마미가 소리가 낮다'라는 의견을 받아 시모다 자신도 마미의 소리를 낮게 연기하게 되었다.
'L4U!'에서는 캐릭터 선택 시에 아미에 커서를 맞추고 오른쪽 스틱 버튼을 누르면 마미를 사용할 수 있게 되어 있지만 어디까지나 '후타미 아미'로서 스테이지에 서기 때문에 아미와 마미 두 명을 동일 유닛에 추가할 수는 없다.
교대로 '후타미 아미'로서 예능 활동을 하기 때문에 아미 마미는 CD에서도 공동 명의로 다루어지는 것이 많지만, 'MASTER LIVE 01'에서 처음으로 마미가 솔로로 자신의 명의로 부른 곡이 수록되었다. 트랙 1의 개막 인사에서는 '수수께끼의 아이돌 후타미 마미'라고 소개하지만 보너스 트랙에서는 태생이 비밀로 취급된다.
'2'에서는 머리 모양이 긴 사이드 테일로 변경되고, 구레나룻이 있는 점도 아미의 머리 모양과는 차이가 난다. 사복의 배색이 '무인 ~ L4U!', 'SP', 'DS'에서의 아미와 맞바뀌어, 사복이 난색계로 변경되었다. 타카기 사장의 이야기에 의하면, 이전에는 아미와 2인 1역으로 '류구코마치의 후타미 아미'로서 활동하고 있었다. 하지만 어떤 이유로 아미와는 별도로 '후타미 마미'로서 아이돌 활동을 하게 된다. 덧붙여 만화 'Colorful Days'에서는 어떤 사정으로 일시적으로 한번 더 '류구코마치의 아미'로서, 만화 'The world is all one !!'에서는 아미 대신 의상을 입고 대타를 맡았던 적이 있다.
'신데렐라 걸즈'에서는 아미와 마찬가지로 운의 요소가 관련되지만, 플레이어를 사용할 수 있다. 다만 능력은 아미와는 반대로 방어에 특화되었고, 프로필에서는 아미와 반대인 왼손잡이라고 기재되어 있다.
텔레비전 애니메이션판에서는 류구코마치 결성의 경위가 변경되었기 때문에, 데뷔의 경위도 게임 본편과 달리 특별히 눈에 띈 설정은 없는 모습. 류구코마치 결성 후에는 단독으로의 활동이 증가했지만 여전히 쌍둥이로의 활동은 많다.

### 키쿠치 마코토 (菊地 真)
성우: 히라타 히로미
보이시한 소녀. '늠름한 얼굴','운동 신경 발군', '날씬한 체격','허스키 보이스'라는 특징으로 미소년계 아이돌로서 인기를 끌기 시작하여 게임 중에서는 남성보다 여성 팬들이 많다. 남자를 바라고 있던 아버지의 교육 때문에 1인칭은 '보쿠(ボク)'로 남성적인 언동이 눈에 띄지만, 본인은 여성스러워지고 싶다고 바라며, 그 외견과 내면의 차이에 고민한다. 캐릭터 중 누구보다 소녀다운 내면을 갖고 있는 것을 알 수 있다. 생각하는 대로 바로 실행하는 성격으로 몸을 움직이는 것을 좋아하지만 순정만화를 읽는 것이나 귀여운 물건 수집도 좋아하고 의외로 소심하고 쉽게 우쭐해지는 일면도 있다. 아이돌 활동을 하고 있는 것을 아버지에게는 비밀로 하고 있다. 여학교에 다니고 있으며 교내에서 여학생들에게 대인기인 모습이지만 본인은 동성에게 매우 인기있는 것에 곤혹스러워하고 있다. 가라테 도장에 다니던 적도 있으며 검은 띠 초단의 솜씨다. 댄스가 특기이기 때문에 그것과 관련된 대사도 많다. 해산 콘서트에 임하는 때 오직 노래가 아닌 댄스(안무)를 의식하여 임한다. 다른 아이돌과는 달리 눈동자가 까맣다.
레슨 시의 트레이닝 복장을 평소에도 입는다. 레슨 시에는 상의를 벗은 탱크탑의 모습이 된다. 좋은 일이 생기면 '헤헷, 야리~'라고 말하는 것이 특징. 기합을 넣는 때에는 상대방과 주먹을 맞부딪친다.
기본 능력치는 다소 댄스가 높은 경향이 있지만, 약간 높은 수준에서 균형이 잡혀있고, 텐션 관리도 비교적 쉬운 편이다.
아미·마미가 부르는 애칭은 '마코링'. 호칭은 리츠코와 마찬가지로 아즈사, 코토리 이외에게는 경칭을 붙이지 않는다. 이름이 '菊池真(키쿠치 마코토)'라고 오기되기 쉽다(공식 사이트에서도 오기되었던 적이 있다.).
'DS'에서는 료의 코치 역할을 맡지만, 료가 남자인 것은 리츠코에게서 듣지 못하고, 완전히 여자로서 취급하여 왕자님을 하는 것이 소원이라고 한 료에게 전혀 어울리지 않는 역이라고 평가했다.
'아이돌 마스터 브레이크'에서는 추가 멤버로 뒤늦게 등장한다.
'2'에서는 머리가 조금 길어졌다. 이것은 반다이 남코 게임스의 사카가미 프로듀서에 의하면 여자아이 같이 보이도록 일어난 변화라고 한다. 댄스 이미지의 초기치 톱의 자리는 가나하 히비키에게 양보하게 되었다. 싸움에서 손이 나오기 쉬워서 싸움을 말리는 프로듀서는 몇 번이나 기절하게 된다.
텔레비전 애니메이션판에서도 '왕자님이 아니고 공주님이 되고 싶다'라고 푸념하거나 혹은 생방송에서 자신이 '여자아이 답다'라고 생각한 하늘하늘한 옷을 입고 등장했을 때에는 관객들이 무표정으로 깬다는 반응을 하는 한편, 남성용 의상을 입고 남장을 한 순간에 여성 관객들로부터 큰 환성이 끓어오르는 등, 외관과 내면의 차이에 고민하는 모습이 그려진다. 프로듀서와의 교류를 통해 팬들의 꿈을 위해 진심으로 왕자님을 할 것을 결심하지만, 그럼에도 불구하고 당황스러움은 사라지지 않는 것 같다. 또한 같은 학년인 유키호와 관련되는 때가 많다.

### 호시이 미키 (星井 美希)
성우: 하세가와 아키코
'SP'에서의 그녀의 자세한 내용은 후술.
Xbox 360판에서 추가된 새로운 캐릭터로, 이 작품의 메인 히로인적인 존재. 하루에 20명 이상의 남자에게서 고백받을 정도의 카리스마를 가지고 있다. 다른 아이돌들과 달리 금발로 염색하고 위에는 바보털이 하나 나 있다. 나이에 비해 스타일 발군으로 Xbox 360판에서 세 번째로 가슴이 크고, 본인이 말하기를 F컵이라 한다. 이미지 색상인 연두색은 Xbox 360에서 따 왔다.
둘 다 공무원인 부모님과 교사 지망생인 나오(菜緒)라는 언니가 있다. 천재 기질로 노래, 댄스도 실수 없이 해내지만 귀찮음쟁이에 자주 싫증을 내고, 철저히 마이페이스적인 성격. 또한 고생을 모르고 자랐기 때문에 노력의 필요성을 느끼지 않고 편하게 아이돌이 되고 싶다고 말한다. 이 독자의 감성과 철부지같은 부분도 더욱 더해져, 여러 가지 장면에서 대담한 행동을 일으켜 주위를 깜짝 놀라게 한다. 하지만 일단 진지해지면 어디까지나 성실하게 임하는 타입. 연애에는 마음에 둔 사람에게 호의를 숨기지 않고, 한결같이 전념하는 타입. 말버릇은 '아후우(하품)~(이)야(…なの)'이다. 좋아하는 것은 주먹밥, 카라멜 마키아토, 딸기 바바로아, 초코 코로네. '그녀의 목소리를 담당하는 하세가와 아키코가 '주먹밥을 하루에 한 개라도 먹지 않으면 컨디션이 망가진다'라고 공언할 만큼 주먹밥이 좋아하는 음식이기 때문에, 그것을 미키 설정에 반영하였다'라고 반다이 남코의 직원이 말하였다.
아미·마미가 부르는 애칭은 '미키미키'. 상대방에 대한 호칭은 기본적으로 경칭 없이 부르지만, 존경하는 치하야에게는'씨'를 붙여 부르고 있다. 일단 리츠코에게도 '씨'를 붙이지만 그녀의 경우는 경칭 없이 부르면 나중에 끝없는 설교를 듣기 때문에 '리츠코…씨'라고, 생각난 듯 '씨'를 붙인다. 또한 마코토에게는 '군'을 붙이고 765 프로 아이돌들에게는 모두 '짱'을 붙여 부른다. 이오리에게는 '마빡이(데코짱)'이라고 부른다. 프로듀서는 처음에는 '프로듀서'라고 부르다가 특정 이벤트 이후에 '허니'라고 부른다.
초기 능력치는 비주얼이 압도적으로 높으며 텐션을 유지하기가 비교적 쉽다.
한 번 프로듀스를 마치고 다시 프로듀스를 하는 중에 발생하는 질문의 답변에 따라 이후의 헤어스타일이 갈색 머리의 쇼트 헤어가 된다. 사용자 사이에서 '각성 미키'라는 호칭이 태어나 맥스 팩토리의 호시이 미키 피규어 등에서도 '각성 ver.'라는 명칭으로 사용된다. 헤어스타일을 바꾸기 위한 선택 사항이 출연하는 것은 각성 관련 이벤트가 끝난 후이기 때문에, 질문 발생 이전과 헤어스타일을 바꾸지 않은 경우에는 '금발 롱헤어 각성버전'이라는 형태가 되지만, 비주얼상 알기 쉽기 때문에 갈색 머리 버전을 각성 버전으로 보는 경우가 많다. 'LIVE FOR YOU!'에서는 캐릭터 선택 시 미키에 커서를 놓고 오른쪽 스틱 버튼을 누르면 짧은 머리 버전이 된다. 대사는 변화하지 않고, 'L4U!'실적 항목에서도 두 사람은 '롱 헤어쇼트 헤어'로 구분된다. 그런 점도 있어서 'L4U!'발매 이후 '갈색 미키' '쇼트 미키'라는 새로운 호칭이 생겨났다.
'DS'의 미키는 엑스박스 360판에서 각성 후의 설정을 답습하고 있다.
'아이돌 마스터 브레이크'에서는 쿠로이 사장에게 협박당해 유타로에게 무단으로 961 프로로 이적한다.
'2'에서는 밖으로 뻗치는 뻣뻣한 듯한 머리에서 안으로 말리는 분위기의 머리 모양으로 바뀌었다. 한발 앞서 류구코마치로 활약하고 있는 아즈사를 존경하고, Xbox 360판에 비해 프로듀스 시작부터 아이돌 일에 의지를 보이고 있는 것 외에, 초기부터 왕자님을 찾고 있다는 설정이 추가되었다.
텔레비전 애니메이션판에서는 Xbox 360판 '무인'과 마찬가지로 의욕이 부족한 캐릭터로 그려져 있다. 초기부터 왕자님을 찾는다는 설정은 없다. 자신도 '류구코마치'에 들어가고 싶다는 생각이 강하고, 프로듀서의 애매한 대답을 믿고 일이나 연습을 적극적으로 노력하고 있었다. 후에 그것이 이뤄지지 않는 꿈이라는 것을 알고 아이돌을 그만두려고 할 정도로 의욕을 잃지만, 프로듀서의 설득으로 다시 열정을 되찾는다. 직후의 765 프로 1st 라이브에서는 관객의 목적인 류구코마치가 태풍의 영향으로 늦었을 때 시간을 벌고, 마침내 류구코마치 이외의 멤버에게도 흥미를 갖게 하는 발판을 만들었다. 이후 프로듀서를 '허니'라고 부르며 호의를 갖게 되었다. 또한 '2'와는 달리 이 호칭은 사무실 멤버도 인식하고 있다. 후에 아즈사의 컨디션이 안 좋아 리츠코로부터 대역 의뢰를 받지만, 리츠코가 들어가는 게 류구코마치 답다며 이를 거절한다. 또한 제22화에서는 샤이닝 아이돌 상 신인 부문을 수상한다.

### 가나하 히비키 (我那覇 響)
성우: 누마쿠라 마나미
'SP'에서의 그녀의 자세한 내용은 후술.
'DS'에서는 765 프로 소속의 아이돌로서 등장한다.
'2'에서 765 프로 소속의 아이돌로서 처음으로 프로듀스 가능해진다. 이전부터 댄스가 자신있다고 말하고 있었지만, 명확하게 수치화된 것으로 댄스 이미지의 초기치가 키쿠치 마코토를 제쳐 톱이 되었다. 765 프로에 오기 전에 액터즈 스쿨에 다니고 있던 과거가 있다. 그 외 '부친을 잃어 생계를 유지하기 위해서 상경', '전철을 타는 것이 서투르고 대부분 걸어 이동'이라는 부록 설정이 있다.
다른 아이돌에게는 기본적으로 경칭 없이 부르지만, 아즈사에게는 이름에 '씨'를 붙여 부르며, 사무원 오토나시 코토리는 '피요코'라고 부르고 있다. 아미·마미에게는 '히비킹'이라는 애칭으로 불린다.
텔레비전 애니메이션판에서는 눈에 띄는 덧니가 특징적으로 되어 있다. '부친을 잃어 생계를 유지하기 위해서 상경', '전철을 타는 것이 서투르고 대부분 걸어 이동'이라는 설정은 특별히 묘사되지 않는다. 동물 관련이나 체력 관련의 이벤트나 기획이 많아, 765 프로 1st 라이브 성공 후에는 애완견 이누미와 함께 동물 프로그램에 출연하게 된다. 기르고 있는 동물들의 식사는 스스로 만들지만, 일이 바빠지고 시간이 나지 않게 되어 구입한 사료를 먹이게 되었기 때문에 동물들과 사이가 나쁘게 되었던 시기가 있다.

### 시죠 타카네 (四条 貴音)
성우: 하라 유미
'SP'에서의 그녀의 자세한 내용은 후술.
'DS'에서는 765 프로 소속의 아이돌로서 등장한다.
'2'에서 765 프로 소속의 아이돌로서 처음으로 프로듀스 가능해진다. 초기 능력치는 보컬과 비주얼이 높다. 'SP'에서는 비디오 카메라를 다루어 보였지만, '2'에서는 영어와 기계를 곤란해하는 모습이 명확히 묘사된다. 그 외 머리카락의 일부가 어깨의 앞으로 나오고, '눈이 그다지 좋지 않다'라는 설정이 추가되어 텔레비전 애니메이션판에서도 답습되고 있다.
텔레비전 애니메이션판에서는, TV 출연에서 마음에 든 개구리 인형옷을 가지고 돌아가려고 하는 등, 코믹한 모습을 보일 때도 많다. 식욕이 왕성한 묘사도 많은데 특히 라면에 대해서는 평범치 않은 집념을 보이고 있다. 또한 공식 프로필 이외의 태생이나 경력은 모두 불명으로 여겨지기 때문에, 극중의 넷이나 매스컴에서는 '어딘가의 왕족', '실은 우주인'이라는 설(시부사와 기자가 말하기를 '바보 이야기')도 부상하고 있다.
본인이 하는 말에 의하면 출신지는 '오래된 도시'인 것 같다. 텔레비전 애니메이션판으로 '쿄토'는 아닌 듯한 묘사가 있으며 타카네의 발언 중에서 일부 '나라'라고도 표현되었다.

## 765 프로덕션 사원

### 프로듀서

#### 1st Vision의 프로듀서
본작의 'SP'·Xbox 360판·아케이드판의 주인공으로 '765 프로덕션'의 타카기 사장으로부터 소속 아이돌 후보생의 프로듀스를 의뢰받는다. 이름은 게임 시작 시에 플레이어가 결정한다. 기본값은 '아이마스'이고 게임 내의 회화 파트에서는 '○○P'라는 형태로 표기된다. 태생은 모두 불명이지만 1인칭이 '오레'인 것이나 어조 등에서 남성인 것을 알 수 있다. 개발자에 의하면 연령은 22·23세의 이미지인 것 같다. 다만 아즈사와의 커뮤니티 이벤트 중에서 그녀가 프로듀서보다 연상이라는 발언이 있기 때문에 이 경우는 20세 이하가 된다. 운전 면허는 있는 모양.
'LIVE FOR YOU!'에서는 사장과 같이 별도의 일을 하러 간다는 관계상, 게임 본편에는 등장하지 않는다. DLC로서 배포된 아이드라의 시나리오에 주인공으로서 등장하는 장면이 있다. 전일담의 애니메이션에서는 본인은 등장하지 않지만, 어느 사건에 말려 들어가 회장에서 멀리 떨어져 버린 하루카·치하야·미키의 3명을 찾아 회장으로 보내기 위해서 분주하는 것이 리츠코 일행에 의해 밝혀진다.
만화 '아이돌 마스터 Your M@ssage'에서는 아이돌 후보생들이 벽에 부딪혔을 때, 절묘의 타이밍에 메일을 보내고 어드바이스를 한다. 본인이 등장하지는 않고 새로 그린 단행본에서 그로 추정되는 인물이 등장하는 정도. 단, 제0화는 그의 입사 전 이야기이기 때문에 등장하지 않는다.

#### 2nd Vision의 프로듀서
'2'의 주인공으로, '765 프로덕션'의 타카기 준지로 사장으로부터 소속 아이돌의 프로듀스를 의뢰받는다. 'DS'에는 등장하지 않는다.
1st Vision의 프로듀서와 같이 게임 내에서는 '○○P'라고 표기되고 1인칭이 '오레'인 점도 같다.
만화 '아이돌 마스터 2 Colorful Days'에서는 입사 전이기 때문에 등장하지 않는다. 그 대신에 독자가 '미래의 프로듀서'라는 묘사를 많이 볼 수 있다.

#### 애니메이션 '아이돌 마스터'의 프로듀서
성우: 아카바네 켄지
본명은 불명. 765 프로에 온 신인 프로듀서. 1인칭은 '나(오레)'. 제1화에서의 첫 등장 시에는 사장(타카기 준지로)의 지시로, 다큐멘터리 취재의 카메라맨으로서 사무소를 방문한다. 이야기도 그의 시점으로 그려지고 대사도 자막으로 표시되는 연출이며 스태프 롤에도 '카메라맨'이라고 나왔다. 정체가 밝혀진 것은 엔딩 크레딧 다음으로 여기서 처음으로 외모가 밝혀졌다.
안경을 쓴 청년. 자동차 운전 면허를 가지고 있다. 연령은 분명하지 않지만 제5화에서 맥주를 마시는 묘사가 있기 때문에 20세 이상이라고 생각된다. 유년기에 큰 개에게 물린 이래, 유키호만큼은 아니지만 개를 싫어한다. 아이돌 후보생들을 톱 아이돌로 만들려고 분투하지만, 초조해해 실패하는 등의 무기력한 면도 초반에는 적지 않다. 하지만 온화하고 성실한 인품으로 765 프로의 아이돌이나 사원에게 존경받고 있다. 류구코마치 결성 후에도 류구코마치를 포함한 멤버 전원의 서포트를 하고 있어, 이오리의 상담을 들어주거나 아즈사에게 일을 가져오거나 임시로 스테이지에 서는 리츠코의 대리로서 프로듀서를 맡거나 했다.
본인은 운동신경에 어느 정도 자신이 있는 것 같지만, 작중에서는 특별히 우수한 묘사는 없다. 한편 아이돌을 위해서 솔선하고 일에 전념하는 모습도 많다.
학생시절에 오락실의 슈팅 게임을 파고든 것 같다. 이에 대해 마코토는 '남자라는 느낌'이라고 평했다.
765 프로의 아이돌들에 관한 이야기는 미리 들어서, 이오리가 765 프로에 들어온 경위나 리츠코가 원래 아이돌이었던 것도 알고 있지만 치하야가 독신 생활을 하고 있는 것은 몰랐다. 또한 아즈사와 코토리에게는 경어를 사용하고 아즈사를 원작대로 '씨' 붙여서, 코토리를 '오토나시 씨'라고 부른다. 14화 이후 미키에게는 '허니'라고 불리게 된다.

### 사장

#### 타카기 쥰이치로 (高木 順一朗)
성우: 토쿠마루 칸
통칭 '사장'. '1st Vision' 및 'DS'에서의 765 프로덕션 대표이사로, 프로듀서나 코토리의 직속 상사에 해당된다. 본편에서는 실루엣만 나타나지만 765 프로덕션 공식 사이트의 회사 안내에서는 얼굴 사진이 공개되었다. 이전에는 프로듀서를 맡았던 적이 있는데 최초로 프로듀스한 아이돌은 '원더 모모'라고 한다. 개인 가치관으로 유대를 중시하고 있지만 짓궂게도 그로 인한 비극적인 과거가 있는 것 같다.
가족구성은 불명('아이돌 마스터 브레이크'에서는 손자가 등장한다). 생일은 'MASTERWORK02' 초회판 부속의 캘린더나 2007년 이후 7월 초의 공식 사이트 톱 이미지 등에 의해 7월 6일생인 것이 밝혀졌다. 그 외의 프로필은 오랫동안 밝혀지지 않았지만, 2008년 2월 28일 발매한 'LIVE FOR YOU!'초회 한정판 부속 DVD에 수록된 '단결'PV 서두에서 사장의 프로필 용지가 등장한다. 거기서 공개된 프로필은 '55세' '신장 180 cm, 체중 73 kg(BWH는 대외비)' '그림자 밟기와 크레나플렉스 가 취미' '혈액형은 AB형'. 성격은 위엄을 느끼게 하는 한편, 코믹하고 경박하게 흥에 겨워 떠드는 일면도 보인다.
'SP'퍼펙트 선·원더링 스타의 통상 ED에서는 쿠로이 사장이 '그녀들을 포기하는 게 어떤가'라고 말하지만 코토리를 포함한 '그녀들'에 대한 자세한 것은 불명이며, 진 ED에서 과거의 이야기로써 약간 접할 수 있고 그것이 앞에 언급된 비극에 관련된다.
'DS'에서는 등장하지는 않지만 765 프로가 업계 굴지의 유명 프로덕션에 오른 것은 그의 수완이라고 평가된다.
덧붙여 Xbox 360판에서는, 매월 첫 주의 인사나 호시이 미키 이벤트의 게스트 출연 등으로 가장 많이 대사가 추가되었다.
그다지 겉으로는 나오지 않지만, 라이브 이벤트 시에는 종종 친숙한 실루엣과 함께 목소리만으로 출연한다. 게임중에서도 라이브 회장에 모습을 보이는 것은 마지막 콘서트 뿐이다. 2008년 1월에 'MASTER ARTIST'시리즈 10권 구입 특전인 사장의 피규어(큐브릭)도 평소의 실루엣과 마찬가지로 새까맣다. 웹 라디오에서의 발언에 의하면 사장이 검은 것은 사실인 듯해서 '미노씨에게도 지지 않는다'라고 한다.
'LIVE FOR YOU!'에서는 다른 일에 가 있는 설정이기 때문에 직접 등장은 하지 않지만, 일부의 아이드라에 등장하고 그외에 사장과 오토나시 코토리가 메인인 아이드라 '안녕 제군!'도 배포되었다. 초회 특전의 OVA에는 등장하지 않는다. 'SP' 예약 특전으로 배포된 갈아입히기 자켓에는 '(유키호의 글자가) 작아서 읽을 수 없다'라고 쓰여 있고 오토나시 코토리의 메시지로 '나이 때문 아닌가요?'라고 츳코미가 들어가 있다.
게임 이외에서도 실루엣이거나 몸의 일부가 비치거나 할 뿐이지만, '아이돌 마스터 브레이크'에서는 전신이 제대로 보인다.
'2'에서는 회장이 된 것 같아서, 사촌 형 준지로에게 사장의 자리를 맡기고 자신은 765 프로를 위해서 일본 각지를 전전하고 있는 것 같다. 또한 PS3판 '아이돌 마스터 2'의 초회 한정판이나 '애니메이션＆G4U!팩'에 부속되어 있는 '월간 아이그라!'의 인생 상담 코너에서 등장한다. 텔레비전 애니메이션판에서는 등장하지 않고 존재도 언급되지 않았다.

#### 타카기 쥰지로 (高木 順二朗)
성우: 오쓰카 호추
'2'에서의 765 프로덕션 대표이사 사장. 공식 사이트 배너 등에서 첫 등장. 준이치로의 사촌 형으로, 준이치로의 부재로 인해 대리로서 사장을 맡고 있다. 그도 준이치로와 같이 이전에는 쿠로이 사장과 함께 프로듀서로서 일하고 있었지만, 아이돌 육성 방법의 방침으로 의견이 엇갈려 결별했다는 과거가 있다.
텔레비전 애니메이션판에서는 전신은 비치지만 얼굴은 항상 화면 밖으로 잘리거나 무언가에 가려져 화면상에는 나오지 않게 연출된다. 요시자와 기자와 '먹히지 않는' 선전용 사진을 소재로 들뜨거나(본인은 진심으로 좋은 사진이라고 생각한다), 치하야 등 아이돌들이 출연한 요리프로 방송 전에 혼자 떠들다가 코토리와 리츠코에게 핀잔을 듣거나, 프로듀서에게 지시를 내린 다음 불안해하는 등, 코믹하고 경박한 사람, 조금 믿음직스럽지 못한 곳이 있는 캐릭터로서 자주 그려진다. 한편 아이돌이나 프로듀서를 강하게 신뢰하는 것으로 묘사된다. 또한 마술이 자신있는 모양.
56세. 신장: 180 cm, 체중: 73 kg. 생일: 7월 6일. 혈액형: B형. 취미는 그림자 그리기와 크레나플렉스.

### 오토나시 코토리 (音無 小鳥)
성우: 타키타 주리
765 프로덕션의 사무원 여성. 언제나 녹색을 기조로 한 사무원의 제복을 입고 헤드셋을 착용한 모습으로 등장하며 게임에서는 사복 등 다른 복장으로 등장한 적은 한번도 없고 관련 작품 등에서도 차이가 없다. 헤드셋 때문에 잘 보이지 않지만 입가에 검은 점이 있다. 연령은 20대 후반. 9월 9일생. 신장 159 cm, 체중 49 kg, 혈액형은 AB형. 스리 사이즈는 비밀. 취미는 망상과 TV를 보는 것·인터넷 게시판 둘러보기. 어떠한 망상을 할까는 공식 사이트로부터 다운로드할 수 있는 벽지 등에서 확인할 수 있다. 독신으로 혼자 살고 있으며, 본인의 말로는 요리솜씨에는 나름대로 자신이 있는 것 같다.아미·마미가 부르는 애칭은 '피요짱', 히비키는 '피요코', 타카네는 '코토리 양'이라고 부른다. 765 프로의 아이돌들과는 달리, 쿠보오카 토시유키에 의한 디자인이 아니고 스태프에 의한 디자인이다.
이미지 컬러는 '연노랑(병아리색)'이라고 타키타 주리가 '게이마가' 2008년 4월호의 인터뷰에서 말했으며 'MASTER ARTIST FINALE'의 띠나 Xbox 360에서 배포된 오토나시 코토리를 이미지화한 게이머 아이콘의 배경색 등도 그 색으로 되어 있다.
원래는 아케이드판 공식 사이트의 FAQ 코너를 담당하는 캐릭터였다. 아이돌 마스터의 세계가 발전해 나가는 가운데, 공식 이벤트 등의 진행 역이나 드라마 CD 등에도 등장해 음성이 있는 캐릭터가 되어, 한정판의 'THE IDOLM@STER Your Song'에서 처음으로 노래를 피로하고, 이후 그녀가 사실상 주역인 CD 'THE IDOLM@STER MASTER ARTIST FINALE 765 프로 ALL STARS'가 발매되었다. 'LIVE FOR YOU!'에서 팬 대표 프로듀서(플레이어)와 함께 라이브를 성공시키는 안내역으로서 게임에 첫 등장. 아이돌 이외의 캐릭터로서는 처음으로 실루엣 모습이 아닌 캐릭터가 되었다. 동작의 추가 컨텐츠, 아이드라 '안녕 제군!'에서 아이돌과 마찬가지로 움직이는 3D 캐릭터로서도 등장하였다(모션은 아이돌들의 것을 재사용).
공식 사이트 이외에서의 첫 등장은 2006년 1월 21일에 행해진 비밀 라이브의 아나운스로, 그 후에도 이벤트의 진행 역으로서 등장하는 것 외에 이하 라이브를 시작으로 하여 최근에는 아이돌들과 마찬가지로 라이브에 자주 출연한다. 게임 내에서는 아이돌과 같이 노래하지는 않지만 CD에서는 그녀가 솔로로 노래하는 신곡이 존재하는 등, 사실상 개발 스태프로부터도 아이돌들과 비슷한 취급을 받고 있다.
- THE IDOLM@STER 1st ANNIVERSARY LIVE(2006년 7월 23일) - 스테이지상의 미니 드라마에 출연.
- THE IDOLM@STER ALL STAR LIVE 2007(2007년 4월 1일) - 타키타 주리가 아이돌 의상을 입고 출연.

'옛 아이돌만담에는 까다롭다'라는 설정이 있다. 노래를 잘 하는 것은 어머니에게서 물려받은 것으로 보이며, 모친은 타카기 사장도 알고 있는 인물인 듯하다.
관련 작품 중 만화 '아이돌 마스터', 'LIVE FOR YOU! 특전 애니메이션', 'DS'에는 등장하지 않는다. '아이돌 마스터 relations'에서는 평소의 사무복과는 다른 복장으로 프로듀서를 서포트하러 나가거나 파티 회장에서 드레스를 입고 있는 묘사가 있다. 또한 '아이돌 마스터 브레이크'에서는 차를 운전하고 있다. 'DS'를 바탕으로 한 만화 '아이돌 마스터 DS InnocentBlue' '아이돌 마스터 DS NeueGreen'에서는 힐끗 등장한다.
아즈사·리츠코·프로듀서에게는 '씨'를 붙여 부르며, 다른 아이돌은 '짱'을 붙여 부른다.
'2'에서는 사무복의 녹색이 조금 연해지며 가슴팍의 리본 색도 그녀의 이미지색인 병아리색(황색)이 되어 있다.'모바일'에서는 'SP'같이 안내역을 맡고 있는 것 외에 때때로 이벤트 씬에서 모습을 보인다. 소속 아이돌에 포함되지는 않지만, 그녀의 착신 보이스가 배포되었던 것 외에 프로필에 관해서 본인의 코멘트를 볼 수 있다. 그에 따르면, 사무소에서 업무를 하며 차를 마시고, 안내 역이나 라이브의 나레이션을 하는 것 외에 사장의 자랑 이야기를 들어주거나 아이돌이 의상 갈아 입는 것을 도와준다고 한다. '신데렐라 걸즈'에서는 등장하지 않고, 안내역은 신캐릭터인 센카와 치히로가 담당한다.
텔레비전 애니메이션판에서도 게임과 같이 묘사되어 일손이 부족할 때에는 영업돕기를 하는 것 외에 망상하는 모습도 재현된다. 또한 게임과는 달라 헤드셋은 착용하지 않고(제13화의 라이브에서는 착용한다), 사복일 때도 황색 카추샤를 한다. 제21화에서는 타카기 사장이 자주 가는 피아노 바 Unamela에서 가수로서 가끔 노래하는 것이 밝혀진다.

## 876 (반남) 프로덕션
876 프로덕션은 'THE IDOLM@STER Dearly Stars'의 무대가 되는 예능 사무소다. 765 프로와는 어느 정도의 친밀한 관계다. 961과의 관계는 불명. 활동은 기본적으로 모두 아이돌에게 맡기고 있다.
담당 성우는 'THE IDOLM@STER 4th ANNIVERSARY PARTY SPECIAL DREAM TOUR'S!! IN TOKYO'에서 발표되어 그 장면은 니코니코 동화 생방송으로 중계되었다. 산페이는 비디오 레터로 출연하였다.
텔레비전 애니메이션판에는, 제10화에 아래의 3명이 게스트 출연한 것 외에 제18화의 엔딩에도 한 컷 등장하고 제25화(최종화)의 엔딩에도 요시자와 기자의 취재에 응하는 장면이 그려져 있다.
'2'에서는, PS3판에서만 DLC의 스페셜 아이돌로서 3명을 등장시킬 수 있으며(3명을 동시에 스테이지에 세울 수는 없다) 엑스박스판에는 미등장. 또한 'G4U!'에서는 Vol.7에서 아이, Vol.8에서 에리, Vol.9에서 료를 촬영할 수 있다.
아쉽게도 TVA판인 XENOGLOSSIA와 아이돌 마스터 TVA, 푸치마스에는 미등장.
소속 아이돌의 기본 데이터는 아래와 같다.

### 876 아이돌 기본 데이터 목록
- 765 아이돌 목록 / Jupiter 목록

|  |

|  |

|  |

### 히다카 아이 (日高 愛)
성우: 토마츠 하루카
'Dearly Stars'의 주인공 중 한 명. 과거에 아이돌 얼티메이트(이하 IU)에서 우승 경험이 있는 원톱 아이돌 히다카 마이의 딸. 위대한 어머니가 있다는 컴플렉스와 2세 탤런트로서의 압박을 항상 받고 있지만, 동시에 어머니를 존경하여 자랑스럽게 생각해서 사이는 좋다.
신인 아이돌 오디션에 몇 번 도전해도 계속 낙제했지만, 어느날 오디션에서 특별 심사원으로 참가한 765 프로의 유명 아이돌 아마미 하루카와의 만남으로 876 프로에 들어오게 된다. 아이는 하루카에게 '리본이 어울리는 밝은 햇님같은 사람'이라는 솔직하고 강한 동경심을 갖고 있다. 좋아하는 것은 슈가 파이, 딸기 우유. 싫어하는 것은 매실 장아찌다. 기합이 들어가면 오른 팔이 올라가는 버릇이 있다. 또한 어미에 느낌표를 붙이는 버릇도 있다. 눈동자는 빨강, 헤어 스타일은 갈색이 감도는 빨간 미디엄 보브에 바보털이 세로로 2개.
밝고 저돌적인 성격으로 노래를 매우 좋아한다. 하이 텐션인 때는 하늘도 찌를 기세지만 침울할 때는 땅의 바닥까지 침체하는 의외로 섬세한 면이 있다(다만 회복은 빠르다). 본인이 말하기를, 연예계는 '파박~하고 전력투구로 돌진하겠습니다! 무리해서 안돼도, 무리해서 깨부수면 어떻게든 됩니다!'. 맹수와 싸울 수 있는 것을 기뻐하는 등 전대미문의 모습이 눈에 띄지만, 말씨나 선배에 대한 마음씨는 제일이다. 용돈은 월 3,000엔으로 가정의 착실한 교육을 엿볼 수 있다.
담당 곡: 'ALIVE' 작사: 불명, 작곡: 불명(둘 다 게임 내의 설정)

### 미즈타니 에리 (水谷 絵理)
성우: 하나자와 카나
'Dearly Stars'의 주인공 중 한 명. 아이돌 후보생이 되기 전에는 히키코모리로, 넷 아이돌 ELLIE(엘리)로서 활동하던 소녀. 그 때문에 장시간 대화하면 지친다. 프리랜서 프로듀서인 오자키 레이코에게 스카우트를 받아 876 프로로 들어간다. 덧붙여서 876 프로에서는 프로듀서의 손으로 프로듀스되고 있는 유일한 아이돌이기도 하다. 영상편집 등의 PC 스킬에 뛰어나며, 어두에 점 세개(…), 어미에 물음표를 붙이는 버릇이 있다. 마음이 약한 성격이지만 생각한 것을 곧바로 말하는 점이 있다. 기름기 많은 것을 싫어하는 것 같다.
자신은 못한다고 말하지만 사실은 노래를 잘한다. 그러나 원래 익혔다는 것은 아니고 876 프로에 들어가서 레슨을 받는 듯하다. 넷 아이돌 시절에는 '춤추어 보았다'계의 동영상을 투고하였다. 영상편집으로 몸에 익힌 광원에 관한 노하우를 살려, 가장 보기 좋은 포지션을 사전에 판단해 비주얼로 승부하는 타입.
평상복은 교복, 핑크색 블라우스에 갈색 블레이저 코트, 가슴팍에 핑크색 리본, 스커트는 당초에는 빨간색이었지만 이미지 컬러에 맞추어 파란색 체크로 변경되었다. 눈동자는 파랑, 헤어 스타일은 푸른 기가 감도는 검은 색의 미디엄 레이어 스트레이트를 헤어 클립으로 왼쪽으로 정리하였다. 그녀의 이야기는 오자키와의 교류가 중심이 된다.
판촉의 일환으로 본인의 블로그 'Fountain of Ellie 보관됨 2013-06-24 - 웨이백 머신'가 존재한다.
덧붙여 스리 사이즈에 관해서 이것은 실제 수치는 아니고 아이돌이 되고 나서 다소 고친 것 같다. 실제로 초기에는 기름진 음식을 싫어한다는 묘사가 있지만 아이돌이 되고 나서 시작했다는 설정의 블로그의 분에서는 상당한 대식가가 되어 있다.
담당 곡: '프리코그' 작사: 이가라시 유타, 작곡: 미즈타니 에리(둘 다 게임 내의 설정)

### 아키즈키 료 (秋月 涼)
성우: 산페이 유우코
'Dearly Stars'의 주인공 중 한 명. 765 프로의 유명 아이돌인 아키즈키 리츠코의 사촌(극중에서의 관계는 누이와 동생에게 가깝다). 일반적으로는 여성 아이돌로서 인식되고 있지만 실은 남자로, 아이돌 활동 시에는 여장하여 여성으로서 행동하고 있다. 여장 시에는 패드를 사용한다(그 때문에, 스리 사이즈의 바스트는 패드를 포함의 수치다). 정체를 알고 있는 것은 사촌인 리츠코와 876 프로 내에서는 이시카와 사장과 마나미만으로, 그의 정체를 간파하는 인물도 히비키와 타카네, 타케다 등 극히 소수다. 게임 시리즈 중에서는 처음으로 실루엣이 아닌 남성 캐릭터가 된다.
남성에게 몇번이나 고백받는 불우한 자신을 바꾸기 위해, 미남 아이돌을 목표로 사촌누나 리츠코에게 부탁하지만 '765 프로에서는 무리'라고 거절당한다. 대신에 876 프로를 소개받지만, 사정상 여성 아이돌의 대역으로서 여장하고 스테이지에 섰을 때 리츠코와 마나미가 여성 아이돌로서의 실력을 발견해낸다. 두 사람에게 선택을 재촉받고 남성으로서 데뷔할 수 있다는 마나미의 말로 인해 876 프로에 소속을 결정하지만, 이시카와 사장의 억지와 마나미의 배신으로 여성으로서 데뷔가 결정된다. 처음에는 싫어하지만, 여성 아이돌로서 성공해내면 높은 출연료와 함께 남성 아이돌로서 재데뷔하는 것을 검토한다는 언약을 조건으로 마지못해 승낙한다.
언행이 부드럽고 침착하지만 마음은 남자답고 강하다. 특기는 요리, 댄스 등.(특히 요리에 관해서는 휴일에 요리의 재료부터 사는 등 꽤 몰두한다) 괴담이나 유령을 싫어한다. 칭찬받으면 약간 당황한다. 여성의 눈매를 가졌으며 체형은 가느다란 스타일. 남녀공학에 다니는데도 불구하고 남자에게 고백받는다.'갸오오오오옹!'하는 비명이 특징.
눈동자는 갈색, 머리 모양은 갈색의 쇼트 에어리 보브에 누워있는 바보털이 2개. 평상시의 소년 모습일 때는 리츠코를 연상시키는 사각형 검은 테 안경을 쓰고, '@'과'RITSUKO' 문자가 들어간 리츠코 팬 아이템의 녹색 T셔츠를 입고 있다.
'아이돌 마스터 DS NeueGreen'에서는 야요이와 같이 '높은 곳이 무섭다'라고 한다.
담당 곡 :'Dazzling World' 작사: 불명, 작곡: 타케다 소이치 (둘 다 게임 내의 설정)

### 이시카와 미노리 (石川 実)
성우: 하야미즈 리나
876 프로덕션 사장. 게임 시리즈 첫 여사장. 타카기 준이치로나 이가라시 유키오와는 구면의 사이인 것 같다.
겉보기에는 관대하고 이해가 있는 성격으로 보이지만, 아이에게는 '그 히다카 마이의 딸이니까, 그 '위광'을 채용했다'라고 단언하고, 또 료를 교묘한 말로 속여 여성 아이돌로서 데뷔시키는 등 음험한 면도 있다.

### 오카모토 마나미 (岡本 まなみ)
876 프로 소속의 매니저. 큰 안경과 땋아 늘인 머리카락, 바보털이 특징. 리츠코가 데려온 료를 여성이라고 믿어 버려, 다른 아이돌의 대역으로서(여장시키고) 첫 무대에 올렸다. 아이돌들에게는 존경받고 있지만 외부와의 교섭 능력이 극단적으로 낮기 때문에 사장으로부터 해고가 통지되었으나, 전격 복귀한 히다카 마이의 매니저로서 스카우트되어 아이와 재회하게 된다. 전개에 따라 아이의 후배 아이돌이 된다. 텔레비전 애니메이션판 최종화의 엔딩에서 모습만 등장.

### 오자키 레이코 (尾崎 玲子)
성우: 아사카와 유
프리랜서 프로듀서. 에리의 동영상을 보고 그녀를 스카우트했다. 에리 전속 프로듀서로 내성적인 그녀를 지지하는 한편, 사이네리아에 대해 어른같지 않은 행동을 하거나 정신적으로 미숙함을 느끼게 하는 면이 눈에 띈다. 876 프로에 출입하지만 어디까지나 프리랜서인 외부 스태프이므로 사무소에는 '이따금 있다'.
실은 F랭크로 끝난 아이돌 듀오 유닛 'riola(리오라)'의 원멤버. 사무소 사장이 익명 게시판의 비방을 받고 그 불똥이 튀어 F랭크로 은퇴하게 되었다. 그런 씁쓸한 경험으로 인터넷 커뮤니티를 극단적으로 싫어하며 그 때문에 넷 아이돌인 사이네리아와는 매우 사이가 나쁘고, 만날 때마다 본인이 인정하지 않는 본명인 '스즈키 씨'로 부른다. 에리의 블로그에 사진이 노출된 후 넷상에서 '오자린'이라고 불리게 된다. 에리가 아이돌을 하는 이유 그 자체라고도 말할 수 있는 존재이지만, 전개에 따라 에리와 갈라서 새롭게 프로듀스한 아이돌로 에리와 맞서기도 한다.
슬릿이 들어간 스커트를 입고 있지만 '아이돌 마스터 DS InnocentBlue'에서는 긴 바지를 입고 있다. 단행본의 신작에서는 놀라울 정도로 스타일이 좋다는 묘사가 있다.

## 961 (쿠로이) 프로덕션
961 프로덕션은 'THE IDOLM@STER SP'에서 765 프로의 라이벌로서 등장하는 예능 사무소다. 타카기 사장에 의하면 대기업 예능 사무소 중의 하나. 961 프로덕션 공식 사이트 가 공개되었다.
'Project Fairy(프로젝트 페어리)'라는 유닛명으로 가나하 히비키, 시죠 타카네, 호시이 미키 3명을 데뷔시킨다. 이 셋은 'DS'이후에는 처음부터 765 프로덕션 소속의 아이돌로서 등장.
'2'에서는 시리즈 사상최초의 남성 아이돌 유닛 'Jupiter'를 데뷔시킨다.
텔레비전 애니메이션판에서는 제10화에서부터 프로덕션으로서 본격적으로 등장한다.
본 항목의 히비키, 타카네, 미키는 961 프로 소속 시의 설정에 대해 설명한다.

### 쿠로이 타카오 (黒井 崇男)
성우: 코야스 타케히토
961 프로덕션 사장. 상당히 아니꼬운 성격으로 입을 잘 놀린다. 풀네임은 961 프로덕션의 공식 사이트가 공개되었을 때 처음으로 공표되었다. 54세. 생일은 9월 6일. 신장: 178 cm, 체중: 74 kg. 스리 사이즈: B96 W69 H93. 혈액형: A형. 취미는 프랑스어, 거울 보기.
준이치로가 이상으로 하는 '유대'를 싫어해, '고독이 사람을 강하게 한다'라는 독선적인 사상을 가지고 있다. 그 때문에 961 프로에는 프로듀서가 한 명도 없고, 다른 프로덕션과의 교류도 삼가도록 스태프 및 아이돌에게 철저하게 가르친다. 다른 프로덕션 중에서도 특히 765 프로에는 적의를 가지고 있어 소속 아이돌에 관한 나쁜 헛소문을 퍼트리는 등의 악질적인 일을 하는 것 외에, 정점으로 서기 위해서는 비겁한 수단도 마다하지 않는다. 다만 인재 발굴 능력은 매우 높고, 스카우트에도 의욕적이어서 후술하는 'Project Fairy'나 'Jupiter'도 그 자신이 찾아낸 것이며, 특히 'Project Fairy'의 미키는 765 프로로 데뷔 대기 중인 것을 알면서도 기어이 빼돌려 스카웃한다. 이와 같이 방식은 거칠고 입은 험하지만 일에 대한 진지한 일면을 볼 수도 있다.
그의 글씨체나 소속 아이돌을 '짱'을 붙여 부르는 등, 언뜻 보면 좋은 사람이지만, 실제로는 아이돌들을 자신이 정점으로 서기 위한 장기말 정도로밖에 생각하지 않는다. 그 때문에 'SP'에서는 IU예선에서 765 프로의 프로듀서나 아이돌과 충돌을 반복해 갈 때 본성이 나오기 시작고 마침내 분노하여 비난의 화살을 히비키·타카네·미키에게 향하게 된다. 텔레비전 애니메이션판에서는 'Jupiter'의 3명에게 말이라고 단언하여, 자신의 지시에 따르면 된다며 고압적 태도를 노골적으로 나타내고 있다.
옛날에 준이치로와 함께 프로듀서로서 일한 적이 있는데 그 무렵에 불화가 생긴 것 같다. 그의 대사에 의하면 코토리의 경력도 알고 있는 것 같다. 불화는 준지로와의 사이에도 있어, 텔레비전 애니메이션판에서는, 준지로와 같은 무렵에 프로듀서로서 일하기 시작해 처음에는 좋은 라이벌이자 친구라는 관계였지만 이윽고 아이돌의 육성 방법의 의견 차이로 갈라선 것 같다. 그 이후로 자신의 생각은 잘못되지 않았다는 자세를 관철하고 있다.
'DS'에는 등장하지 않는다.'2'에서는 위에 말한 대로 남성 아이돌 유닛 'Jupiter'를 인솔해 아이돌 아카데미 대상에 도전한다. 텔레비전 애니메이션판에서는, 산업 스파이나 압력 등의 수단으로 765 프로에 수많은 방해나 도발을 걸지만 모두 실패한 후, 이러한 악행을 알게 된 'Jupiter'에게 버림받는다. 준지로와 요시자와 기자가 말하기를 '근본은 나쁜 사람은 아니지만, 자기 생각이 너무 강해서 표현 방법이 잘못되는 서투른 녀석'이라고 한다.

### 주피터 (Jupiter)
- 765 아이돌 목록 / 876 아이돌 목록

|  |

|  |

|  |

#### 아마가세 토마 (天ヶ瀬 冬馬)
성우: 테라시마 타쿠마
쿠로이가 수면 아래에서 준비한 남성 유닛 'Jupiter'의 리더. 갈색 머리의 미디엄 헤어에 바보털이 나 있다. 오만 불손하고 입이 험하고 무뚝뚝하지만, 일은 열심히 하여 프로 의식이 강하고, 비뚤어진 것을 정말 싫어하는 열혈 청년. 아이돌의 세계는 개인의 실력이 전부라고 생각하고 동료와의 화함을 싫어하는 등, 냉철한 태도를 관철하지만, 근본은 단순하고 호쿠토와 쇼타에게는 자주 조롱당한다. 토마도 그들을 싫어하는 것은 아니고 서로의 사이는 그 나름대로 좋다.
아이돌로서의 실력은 쿠로이가 공언하기도 했지만 매우 높아서, 어느 페스티벌에서 류구코마치를 그 혼자서 압승해 보였을 정도. 그 때문에 엑스트라 모드에서는 류구코마치가 극복해야 할 벽이 되어 가로막으며, 프로듀서(=플레이어)의 지도를 받은 멤버가 설욕을 걸고 IU에서 대결하게 된다. 아미·마미가 붙인 애칭은 '아마토우'.
텔레비전 애니메이션판에서도 성격이나 사상은 게임과 같다. 처음에는 쿠로이 사장의 말을 진실로 받아들여 765 프로를 '더러운 수를 쓰는 회사'라고 믿고 765 프로의 아이돌이나 프로듀서에 대해서 강한 적의를 드러낸 태도를 취하였다. 후에 실제로는 쿠로이가 765 프로에게 뒤에서 방해 공작을 실시하고 있던 것을 알고, 그에 대해서 분노를 노골적으로 나타내게 된다. 최후에는 전혀 태도를 고치지 않는 쿠로이를 포기하고, 765 프로의 프로듀서에게 지금까지 자신이 부당하게 드러낸 적의를 사죄한 후, 호쿠토·쇼타와 함께 처음부터 다시 하기로 결의하며 961 프로를 떠난다. 이적 후는 765 프로의 '단결력'이나 '동료와의 유대'를 근원으로 하는 자세를 본받게 되는 등 심경의 변화를 보였다.

#### 이쥬인 호쿠토 (伊集院 北斗)
성우: 칸바라 다이치
쿠로이가 수면 아래에서 준비한 남성 유닛 'Jupiter'의 멤버로, 최연장자인 한편 가장 키가 크다. 헤어 스타일은 금발의 소프트 모히칸. 여자를 좋아하는 플레이 보이로 여성에게는 상냥하게 대한다. 남성에게도 그런 대로 상냥하다. 언행이 부드럽고 산뜻한 성격으로, 감정적으로 되는 것은 적지만 경박하고 느끼한 언동이 눈에 띈다. 인사 시의 대사는, '차오☆(이탈리아어의 인사)'. 아미·마미가 붙인 애칭은 '호쿠호쿠'. 스토리에서는 마코토와 많이 관련되어, 첫 대면에도 불구하고 그녀에게 말을 건네고 헌팅을 하거나 한다.
텔레비전 애니메이션판에서는 여자를 좋아하는 모습은 별로 묘사되지 않지만 타조를 헌팅하는 묘사가 있다. 주피터 중에서는 냉정하고 상식적인 태도가 눈에 띄어, 쿠로이의 방해 공작을 알고 분노를 보이는 토마를 충고하는 한편, 토마가 961 프로를 그만두기로 결의할 때에는 '여기까지 악화되면 어쩔 수 없다'라며 동의했다.

#### 미타라이 쇼타 (御手洗 翔太)
성우: 마츠오카 요시츠구
쿠로이가 수면 아래에서 준비한 남성 유닛 'Jupiter'의 멤버로, 최연소인 한편 가장 몸집이 작은 체격. 초록빛이 감도는 약간 긴 머리카락에 검은 헤어 밴드를 착용하고 있다. 백 회전을 할 수 있을 정도로 운동신경이 높고 항상 활동적. 순진하고 솔직할 것 같은 인상이지만, 실제는 개구쟁이에 시건방진 한편 음험한 면이 있으며, 생각한 것은 바로 말하는 타입. 못된 장난을 좋아하고 토마를 괴롭히며 즐긴다. 스토리에서는 야요이와 많이 관련된다. 쿠로이를 '쿠로짱'이라고 부른다.
텔레비전 애니메이션판에서 토마가 쿠로이에게 질렸을 때, '그만둘 때'라는 토마의 생각에 동의했다. 시건방진 개구쟁이 모습은 별로 묘사되어 있지 않다.

### 프로젝트 페어리 (Project Fairy)

#### 가나하 히비키
성우: 누마쿠라 마나미
'DS'이후의 설정은 765 프로 소속 아이돌 항목을 참조.
'퍼펙트 선'에 등장하는 961 프로덕션 소속 아이돌. 오키나와 현 출신으로, 혼자 상경했다. 오키나와 출신답게 밝은 다갈색의 피부이며, 옥색 눈동자, 바보털이 2개, 긴 흑발을 리본으로 묶어 포니테일로 하고 있다. 귀가 좋다. '아이돌 마스터'시리즈에서 출신지가 명확하게 설정된 첫 캐릭터이다. 또한 초기 상태로 포니테일의 캐릭터도 히비키가 처음이지만, 이것은 히비키의 등장이 개발 단계에서 보류되었기 때문이다. 원래는 아케이드판의 개발 단계에서 등장이 예정되었다가 사라진 캐릭터 로, 'SP'에서 리파인되어 부활, 등장이 결정되었다. 당초에는 성씨가 설정되지 않고, '히비키'라는 이름과 캐릭터 디자인 그림만의 존재로, 'MASTER BOOK'등에서 그 존재가 언급되었을 뿐인 캐릭터. 그 후 오디션에서 의욕을 물어보는 라이벌의 실루엣이나, 'L4U!'의 다운로드 컨텐츠로서 전달된 서브 캐릭터 아이콘 중 하나에, 당시의 디자인을 바탕으로 한 실루엣이 사용되었다. 아케이드판 등장 예정시의 설정은 '16세'로 1살 더 많았다. 그 외 '혈액형은 B형' '현지의 시마우타 추라 씨 콘테스트에서 우승해 상경'이라는 초기설정이 있다.
노래보다 댄스에 자신있다. 자신감 넘치는 낙천적인 성격이지만, 쿠로이 사장의 방침에 의해 밖에서는 쿨한 캐릭터로 활동한다. 자신을 스카우트한 쿠로이 사장에게 강한 경의를 가져, 절대적으로 신뢰한다. 그 때문에 그에게 속아 넘어가 프로듀서를 변태라고 믿어 버린다. 현지에 프로듀서와 닮은 오빠가 있지만 사이가 나쁘고, 그것도 히비키가 프로듀서에게 적의를 가지는 요인 중 하나가 된다. 말버릇은 '…라구(…だぞ, 남성형 말투)', 'なんくるないさ 난쿠루나이사[*](오키나와 사투리로 '어떻게든 될 거야'의 의미)'. 동물을 좋아하고 자택에 많은 애완동물을 기르고 있지만, 가끔 펫의 먹이를 훔쳐먹는 나쁜 버릇이 있어, 화가 난 애완동물들에게 쫒겨 종종 도망다닌다. 왜인지 히비키의 애완동물들이 프로듀서를 잘 따른다. 더위를 잘 타며, 스포츠는 주로 실내 스포츠를 좋아하는 것 같다. 초등학교 무렵에는 탁구부의 부장을 했던 적이 있다. 또한 독신 생활을 하는 관계상, 가사 전반에도 자신있다.
'퍼펙트 선'의 히로인들은 히비키에 대해서, 하루카는 '프로듀서의 오해를 풀고 싶다', 야요이는 '잡혀갈 것 같다 → (남매사이가 좋지 않은 것을 알고) 가족과 사이좋게 지냈으면 좋겠다', 마코토는 '자신있는 분야(댄스)에서는 절대 지고 싶지 않다'라는 생각을 가진다.
덧붙여 '캬라☆멜'에서는 '류큐 가라테의 경험이 있다' '고향에 지로(사촌형제)라는 싸움 친구가 있다'라고 한다.

#### 시죠 타카네
성우: 하라 유미
'DS'이후의 설정은 765 프로 소속 아이돌 항목을 참조.
'원더링 스타'에서 등장하는 961 프로덕션 소속 아이돌. 히비키와 마찬가지로 원래는 아케이드판의 사라진 캐릭터 로, 캐릭터 디자인과 '타카네'라는 이름만이 존재했지만, 'SP'로 리파인되어 등장이 결정되었다. 초안에서는 금발로 설정되어 있었지만 미키와 중복되기 때문에 리파인 부활 시에 은발로 변경되었다. 눈동자는 연지색. 아케이드판 등장 예정시의 설정은 '북유럽계 쿼터로 독일어에 통달한 아가씨 타입' '17세·혈액형은 B형'.
'Project Fairy'가 처음으로 발표되었을 때는 그녀만 정보가 적고 수수께끼가 많은 인물이었다. “왕녀계”의 인물이라고 여겨져 어딘가 위엄을 느끼게 하는 모습으로부터, 팬에게서는 '은빛의 왕녀', 아미·마미에게는 '공주찡(お姫ちん 오히메 진[*])'이라고 불린다. 문장이나 어조도 시대를 넘어 고풍스럽다. 의리가 있는 성격으로 고상하게 행동해, 가끔 상대에게 신랄한 말을 내뱉는 일도 있지만 사실은 섬세하고 마음 상냥하다. 어딘가 철부지인 면도 있어, 'SP'에서는 라면을 몰랐지만 나중에 좋아하는 것이 되었다. 또 리츠코처럼 대식가이기도 하다. 'THE IDOLM@STER STATION!!!' 내의 단막극에서는 닌텐도 DSi를 몰랐다. 톱 아이돌을 목표로 하는 이유 등 수수께끼가 많으며 자세한 사항은 쿠로이 사장도 모른다. 본인의 말에 의하면, '옛 도시'에 있었을 때에는 학교에 다녔지만, 아이돌 활동을 시작한 시점에서 더 이상 다니지 않는 모양. 덧붙여 '옛 도시'의 상세도 불명.
상대의 이름을 부를 때는, 풀네임 또는 '님(殿 도노[*])'을 붙여 부른다. 또한 친한 아이돌 동료에게는 경칭 생략.
처음 961 프로덕션의 홈페이지에 프로필이 게재되었을 때는 취미가 '혼자 있는 것 / 달을 보는 것'이라고 설정되어 있었지만, 후에 현재의 데이터로 바뀌었다. 그 이유는 'SP'스토리 프로듀스로 밝혀진다.
'원더링 스타'의 히로인들은 타카네에 대해서, 아미·마미는 '친해지고 싶다', 유키호는 '존경', 이오리는 '캐릭터 콘셉트가 짜증난다 → 예전의 나를 보는 것 같다'라고 생각한다.
참고로, 생일과 혈액형이 성우인 하라 유미와 같지만, 이 설정은 성우 오디션 전에 결정된 것으로 하라에게 맞춘 것은 아니다. 다만 하라는 사전에 배부된 자료로 그 설정을 알고 이 역을 하고 싶었다고 말했다.

#### 호시이 미키
성우: 하세가와 아키코
본래의 설정은 765 프로 소속 아이돌 항목을 참조.
'미싱 문'에서, 처음은 765 프로의 아이돌 후보 견습생으로 등장, 초반 이벤트에서 961 프로로 이적해 데뷔한다. 솔로로 '오버마스터'를 노래하는 것이 방송되어 765 프로에도 알려지게 된다. 다른 버전에서는 후보 견습생으로 등장만 하고 이적은 하지 않는다. 'SP'에서 견습생인 이유로써 타카기 사장은 성격의 문제를 거론한다. 업계에서의 평판은 나쁘지만 쿠로이 사장은 이것을 무시하고 있어, 프로듀서는 조만간 미키가 외면받는 것은 아닐까 내심 염려하고 있다.
961 프로로 이적한 원인은, 프로듀서에게 자신의 프로듀스를 요구하지만 이미 담당 아이돌이 정해져 있었기 때문에 거절당해 거기에 토라졌기 때문이라고 생각했지만, 진짜 이유는 나중에 밝혀진다. 그러나 765 프로에 대해서 적의는 가지지 않고 일시적인 가출 같은 것이다.
'미싱 문'의 히로인들은 미키에 대해서, 치하야는 '라이벌로서 정정당당하게 승부', 리츠코는 '설교도 겸해, 마음대로 961 프로로 이적한 이유를 추궁한다', 아즈사는 '어떻게든 해서 765 프로로 다시 데려오고 싶다'라고 생각한다.
덧붙여 '전격 G's magazine'에서 'SP'의 아이돌 소개로 '귀국자녀'라고 게재된 적이 있었지만 잘못된 것이다.

## 아이돌의 가족·친족
하루카의 어머니
성우: 한바 도모에 (텔레비전 애니메이션)
텔레비전 애니메이션판 제24화에 소리만 등장.
키쿠치 신이치 (菊地 真一)
성우: 호시노 미츠루소(마코토 생일 기념 드라마 CD)
마코토의 아버지. 직업은 레이서.
마코토를 레이서로서 기르려고 그녀를 레이싱카트에 싣고 있었던 시기가 있는 등, 마코토가 남자 같이 자란 것은 그의 육성 방침에 의한 면이 크다.
외형은 '마코토가 차분한 아저씨가 된 느낌'의 미형같지만, 빗나간 화살인 아버지 개그를 말해도 좋게 마코토를 기가 막히게 하고 있다. 또, 레이스 뿐만이 아니라 격투기 전반을 즐긴다. 레이스는 악천후시가 강한 등, 근성으로 승부하는 타입으로, 실로도 여러 가지 면에서 계승해지고 있다. 마코토와는 부모와 자식 싸움을 하는 것도 많이 어렵게 맞고 있지만, 생일 기념 드라마 CD에서는 하루카에게 '마코토의 아버지는 마코토를 너무 좋아한다'라고 듣는다.
키사라기 유우 (如月 優)
성우: 이마이 아사미
치하야의 남동생으로, 현재는 고인. 게임 본편·소설판에서는 이름은 불명했지만, 텔레비전 애니메이션판 제20화의 치하야의 대사로 밝혀졌다. 한자 표기는 동이야기의 자막과 아이마스타지오 제34회에 밝혀졌다.
사망 원인은 몇 년 전에 발생한 교통사고. 그의 죽음을 경계로 치하야의 가정은 붕괴 상태가 되어, 스토리중에서 부모님은 이혼해 버린다(텔레비전 애니메이션판에서는 벌써 이혼하고 있다). 치하야가 노래에 집착하게 된 것이나 현재의 성격이 형성된 계기가 된 인물로, 아케이드판으로부터 존재는 말해지고 있지만, 그들 사계 인물의 대사가 첫등장 한 것은 '2'로부터.
텔레비전 애니메이션판에서는 사진·회상 신·환영으로서 등장. 머리카락의 색이나 눈매 등, 용모가 좋게 닮은 누이와 동생인 것을 안다. 또, 치하야가 그의 죽음으로 계속 붙잡히고 있는 묘사도 되고 있다. 제20화에서는 대사도 있었다.
사고의 경위는 말해지지 않지만, 텔레비전 애니메이션판에서는 8세의 치하야와 소설판에서는 모친과 함께 있었을 때에, 사고가 발생했다고 여겨진다.
키사라기 치구사 (如月 千種)
성우: 히라마츠 아키코(텔레비전 애니메이션)
치하야의 모친. 게임 본편·소설판에서는 이름은 불명했지만, 텔레비전 애니메이션판 제17화로 밝혀졌다. 원래는 사이가 좋은 가족이었지만, 아들 유우(치하야의 남동생)의 사고사를 계기로 가정이 붕괴했다고, 게임으로 치하야의 입으로부터 말해지고 있다. 이혼 후는 모친으로서 치하야의 친권을 인수한다.
소설판에서는 제1권의 스토리중에 대사 돌출해 등장해, '(남편(=치하야의 부친)과 있으면) 자신을 억제할 수 없다'라고 말해, 이혼을 결의하고 있는 것을 밝힌다. 또, 치하야의 아이돌 활동에 대해서도 '치하야가 마음대로 하면 된다'라고 방임해, 요시노에게 치하야를 사실상 맡겨 버린다.
텔레비전 애니메이션판에서는 제17화로 치하야의 휴대 전화의 착신 상대로서 이름이 처음으로 등장했지만, 명확하게 모친이라고는 접할 수 없었다. 제19화의 치하야가 성묘를 하고 있는 신으로 모습만 등장해, 제20화로 본인이 등장. 머리카락의 색이나 눈매 등, 용모는 치하야와 잘 비슷하지만, 여윈 얼굴로 뒤로 묶은 머리카락은 부수수하다. 치하야와의 부모와 자식 관계는 얼굴을 맞대면 싸움이 될 뿐일 만큼 악화되고 있다. 그런데도 치하야를 걱정하고 있던 것 같고, 자신을 대신해 아들 유우의 유품인 스케치북을 치하야에 건네주면 좋겠다고 하루카를 빙자했다.
치하야의 아버지
이름은 불명. 텔레비전 애니메이션판 제16화에서는 치하야가 보고 있던 꿈에 실루엣이라는 형태로 모습만 등장. 게임중에서도 등장했던 적은 없지만 단편적이게는 말해지고 있다.
소설판에서는 제1권의 스토리중에 대사 돌출해 등장. 아들의 사고사의 원인이나 치하야의 아이돌 활동에 대해 치하야의 모친에게 책임이 있다고 주장. 아이돌 활동에 대해서도 완전하게 부정해, 끝까지 그 태도를 바꾸지 않았다. 이혼의 성립후는 등장하지 않는다.
야요이의 아버지
야요이의 부친. '2'로 처음으로 대사 첨부로 등장했다. '플라티나 앨범'에도 그와 같은 인물이 그려져 있다. 애니메이션 제7화에도 엔딩의 직전에 조금 등장했지만, 대사는 없게 얼굴도 신문에서 숨어 있었다.
야요이의 어머니
텔레비전 애니메이션판 제7화에 뒷모습만 등장. '플라티나 앨범'에도 그와 같은 인물의 뒷모습이 그려져 있다.
타카츠키 쵸스케 (高槻 長介)
성우: 누마쿠라 미나미('Eternal Prism 02') / 나카지마 히로 (텔레비전 애니메이션)
게임중에서 이름만 등장하고 있던 야요이의 남동생으로, 장남. 소리 돌출해의 첫등장은 드라마 CD 'Eternal Prism 02'. 후에 텔레비전 애니메이션판 제 7화로 '2'의 설정시의 그가 등장해, 성우도 변경되었다. 형제 자매중에서는 야요이에 뒤잇는 연장자이다. '플라티나 앨범'에도 그와 같은 인물이 그려져 있다.
타카츠키 카스미 (高槻 かすみ)
성우: 요시다 마유미 (텔레비전 애니메이션)
야요이의 여동생으로, 타카츠키가의 차녀. 영업 파트에서 이름만 등장. 드라마 CD에서도 소리는 맞힐 수 있는 두 '플라티나 앨범'으로 장도사사계 인물이 그려져 있을 뿐이었지만, 텔레비전 애니메이션판 제7화로 등장. 소리도 새롭게 설정되었다. 얼굴 생김새는 야요이와 거의 같지만, 머리 모양이 땋아서 늘어뜨린 머리가 아니라 분. 조스케보다 연하이지만, '오빠'라고 부르지 않고 '조스케'라고 부르고 있다. 야요이에게는 '언니'라고 부르고 있다
'MILLION LIVE!'에도 등장. 2014년 4월 1일부터 14일에 행해진 4월 풀 캠페인에서 추가되었다. 앨범에서는 '타카츠키 야요이'의 테두리에 추가된다.
타카츠키 코타로 (高槻 浩太郎)
성우: 나카지마 아키 (텔레비전 애니메이션)
야요이의 남동생으로, 차남. 영업 파트에서 이름이 말해졌던 적이 없고, 그 이름은 불명했지만, 텔레비전 애니메이션판 제7화로 등장해 동시에 소리도 설정되었다. '플라티나 앨범'에도 그와 같은 인물이 그려져 있다.
타카츠키 코지 (高槻 浩司)
성우: 나카무라 에리코('Eternal Prism 02') / 고하 미요시 (텔레비전 애니메이션)
야요이의 남동생. 영업 파트에서는 이름만 등장. 드라마 CD보다 연령은 2 - 3세 전후. '무인' 'SP' 'DS'의 시점에서는 맨 밑의 남동생이었지만, '2'에서는 4번째의 막내 동생 코우조우가 등장했기 때문에, 삼남이 되어 있다. 소리 돌출해의 첫등장은 드라마 CD 'Eternal Prism 02'였지만, 텔레비전 애니메이션판에 재등장할 때, 성우가 쵸우스케와 같이 변경되고 있다. '플라티나 앨범'에도 그와 같은 인물이 그려져 있다.
타카츠키 코조 (高槻 浩三)
성우: 고하 미요시(텔레비전 애니메이션)
야요이의 남동생으로, 4남. '2'로 새롭게 등장한 6명째의 형제. 이름의 한자 표기는 텔레비전 애니메이션판 제7화의 자막로 공표되고 있다. 아직 갓난아기이므로 구체적인 대사는 없고, 엔딩의 컷에도 유일 없는 것 외, 'SHINY FESTA 펑키 노트'의 애니메이션에도 야요이의 형제 자매로서 유일하게 등장하지 않는다.
호시이 나오 (星井 菜緒)
미키의 언니. Xbox 360판으로, 대사나 그래픽은 없지만 게임내에 등장하고 있다.
교사를 목표로 공부중인 학생으로, 단 부모님에 대신해 미키를 꾸짖기도 하는 것 같지만, 자매사이는 양호. 프로듀서도 슈트차림을 '기려'라고 칭찬하고 있다. 그러나, 가슴의 사이즈에 관해서는 여동생에게 지고 있는(미키 가라사대 D컵) 일을 신경쓰고 있는 것 같아서, 미키 가라사대 '매일 저녁, 목욕탕 오름에 거울의 앞에서 가슴을 비비고 있다'라고.
히다카 마이 (日高 舞)
성우: 유즈키 료카
아이의 모친. 29세. '전설의 아이돌'이라고까지 하는 원국민적 아이돌. 데뷔로부터 은퇴까지 낸 CD는 모두 밀리언을 기록해, IU 우승 경험자만이 얻을 수 있는 S랭크의 칭호를 얻고 있다. 또 에리편에서는 조역으로서 얼굴을 보이고 있다.
대략 3년 활동해 은퇴. 현재는 전업 주부. 도달해 가정적인 인물이지만, 성격은 자유분방하게 해 대담, 자신가로 호쾌. 대표곡인 'ALIVE'에는 매우 깊은 생각이 있어, 사랑이 어릴 적에는 자장가 대신 노래해 들려주고 있었다. 은퇴 후도 그 영향력은 크고, 이시카와 사장도 당초는 아이를 '마이의 딸'이라는 네임밸류를 살린 2세 탤런트로서 팔기 시작하려고 했을 정도.
아이의 예능 활동이 궤도에 올라 간 것을 계기로 전격 복귀해, 아이 앞에 가로막는다. 복귀 후도 실력은 쇠약해지지 않고, 오디션으로 대결한 유키호를 전혀 접근하지 않고 압승 후, 프로그램 출연때 한 개 당의 개런티는 800만 엔(본인 가라사대 시간급으로 350만 엔)과 전직 아이돌로서는 파격의 대우를 얻고 있다. 아이의 최대의 라이벌이 되지만, 부모와 자식 관계는 양호하고, 데뷔한 지 얼마 안되는 그녀에게 어드바이스를 보내거나 라이브의 차입에 초콜릿을 건네주거나 해 아이의 아이돌 활동에는 협력적이다. 한편으로 CD 매상이 아이보다 낮으면 도시락에 그녀가 싫은 우메보시를 8개나 넣는 등 대인기가 없는 행동을 취하기도 한다.
또, 버라이어티에 관해서는 포함하는 곳이 있는 것 같고 '한 번 색물로서 볼여지면 착실한 아이돌에는 두 번 다시 돌아올 수 없다'라고 어려운 한마디를 아이에 던지고 있다.

## 같이 보기
- THE IDOLM@STER

### 내용주
1. ↑  DVD BD 제7권의 오티오 코멘타리로의 이마이의 코멘트에 의하면, 크레딧 표기가 없게 극중에서의 표기가 히라가나만이었기 때문에, '유우'라는 글자가 어떤 글자인지 물어봤다고 한다.
2. ↑  제17화 방송분으로는 '千草'라고 표기되고 있지만, 제20화의 스탭 롤에서는 '千種'라고 표기되고 있었다. 후에 아이마스튜디오 제34회에서 '千草'가 올바른 이름이라고 발표되었지만, 후일 동프로그램의 제35회에 '千種'가 올바른 이름으로 정정되었다.